# Augustus
Caesar Augustus (latin: IMPERATOR•CAESAR•DIVI•FILIVS•AVGVSTVS), ursprungligen Gaius Octavius, född 23 september 63 f.Kr. i Rom, död 19 augusti 14 e.Kr. i Nola i Italien var den förste kejsaren av Romerska kejsardömet och han regerade från 27 f.Kr. fram till sin död.
Den unge Octavius adopterades av sin släkting Julius Caesar i dennes testamente. Även om han själv efter adoptionen fram till 27 f.Kr. alltid använde Caesars namn kallades han vanligen Octavianus. Han efterträdde Julius Caesar efter att denne mördats 44 f.Kr. Året därefter grundade han tillsammans med Marcus Antonius och Marcus Aemilius Lepidus en militärdiktatur, känd som andra triumviratet. I egenskap av triumvir regerade Octavianus Rom och större delen av dess europeiska besättningar som autokrat, och han tog den konsulära makten efter att konsulerna Hirtius och Pansa dött, och han själv återvaldes. Triumviratet krossades av inre strider mellan dessa tre regenter. Lepidus tvingades i landsflykt och Antonius begick självmord år 30 f.Kr. efter nederlaget mot Octavianus i slaget vid Actium 31 f.Kr.
Efter upplösningen av andra triumviratet återupprättade Augustus till synes den Romerska republiken med den verkställande makten hos den romerska senaten. I själva verket behöll han dock sin enväldiga makt över republiken. Det tog honom flera år att utarbeta ett ramverk för hur en republik skulle kunna styras av en enda härskare, och resultatet blev Romerska kejsardömet. Till skillnad från diktatorskapet som Caesar och Sulla innehaft var kejsarskapet aldrig en befattning. Augustus avböjde att bli diktator när den romerska befolkningen "uppmanade honom att ta plats som diktator". Augustus hade en mängd lagstadgade maktbefogenheter som hade givits honom livet ut av senaten, däribland den som högsta militära befälhavare, tribunmakten, konsulsbefogenheten och den som ensam censor, utan att i formellt hänseende vara vald till dessa ämbeten. Grunden till hans maktposition var den ekonomiska framgången och de tillgångar som han tillskansat sig i krig, upprättandet av beskyddarverksamhet och av patronage runt om i imperiet, lojaliteten från åtskilliga militärer och krigsveteraner, den auktoritet som senaten givit honom i form av flera hedersbetygelser och folkets respekt. Augustus kontroll över större delen av Roms legioner utgjorde ett väpnat hot som kunde användas mot senaten och gav honom möjlighet att blanda sig i senatens beslut. Genom sin förmåga att slå ner oppositionen i senaten med vapenmakt, blev senaten följsam mot hans upptornande ledarposition.
Augustus regering inledde en era av relativ fred, känd som Pax Romana. Bortsett från fortsatta frontkrig, och ett års inbördeskrig om successionen till kejsardömet, var det fred runt Medelhavet i mer än två århundraden. Augustus utvidgade Romerska imperiets territorium, säkrade imperiets gränser mot klientstater och slöt fred med Partien med hjälp av diplomati. Han reformerade det romerska skattesystemet, utvecklade vägnät med ett officiellt kurirsystem, upprättade en liten flotta, bildade praetoriangardet och skapade en offentlig polis och styrkor i Rom. Staden återuppbyggdes till stora delar under Augustus; han skrev en förteckning över vad han uppnått, känd som Res Gestae Divi Augusti, vilken finns bevarad. Vid sin död förklarades han av senaten vara en gud som skulle dyrkas av romarna. Hans namn Augustus och Caesar upptogs av alla som efterträdde honom, och månaden sextilis bytte officiellt namn till augusti till hans ära. Han efterträddes av sin styvson Tiberius.
I Bibelns Nya Testamente beskrivs hur Augustus utfärdar en order om att hela världen, det vill säga hela romerska riket, skall skattskrivas; se Lukasevangeliet 2:1. Inga andra källor nämner någon världsomspännande folkräkning som skulle omfatta hela romerska rikets folk; de som Augustus begärde gällde enbart romerska medborgare; och gjordes i avgränsade områden som Egypten och Syrien. Det är dock oklart vilken kejsare Lukasevangeliet faktiskt syftade på, eftersom Augustus inte bara var namnet på en kejsare utan en hederstitel som även bars av de flesta romerska kejsare efter honom.

## Uppväxt
Augustus föddes i Rom (eller Velletri) år 63 f.Kr. och gavs namnet Gaius Octavius. Hans far, med samma namn, tillhörde en respekterad men oansenlig släkt från riddarståndet, gens Octavius, och hade varit guvernör i Makedonien. Strax efter Augustus födelse gav fadern honom hans cognomen Thurinus, troligen till åminnelse av sin seger vid Thurioi över slavar som hade gjort uppror. Hans mor Atia var systerdotter till Julius Caesar. Octavianus tillbringade sina första år i sin morfaders hus nära Veletrae (dagens Velletri).
År 59 f.Kr., när Octavianus var fyra år, avled hans far. Han växte upp med sin mor och sin styvfar Lucius Marcius Philippus. År 52 eller 51 höll Octavianus gravtal över sin mormor Julia Caesaris, Julius Caesars äldre syster. Han blev fyra år senare myndig att bära sin toga virilis, och valdes in till Pontifices år 47 f.Kr.
Året därpå, 46 f.Kr., sattes han att ansvara för Olympiska spelen som hölls för att ära Venustemplet som Julius Caesar hade låtit bygga. Enligt Nikolaos från Damaskus ville Octavianus deltaga i Caesars kampanj i Afrika men lät bli när Atia protesterade. Samma år gav hon sitt medgivande till att han följde Caesar till Hispania där han planerade att strida mot den avlidne Pompejus trupper, men han blev sjuk och oförmögen att resa.
När han tillfrisknat seglade han till fronten men led skeppsbrott. Efter att ha nått land med några följeslagare lyckades han ta sig genom fiendens territorium till Caesars läger, vilket imponerade mycket på hans morbror. Velleius Paterculus uppger att Caesar därefter lät den unge mannen dela hans vagn. Tillbaka i Rom lät Caesar deponera ett nytt testamente hos vestalerna, där han gjorde Octavianus till huvudarvinge.

## Vägen till makten

### Caesars arvinge

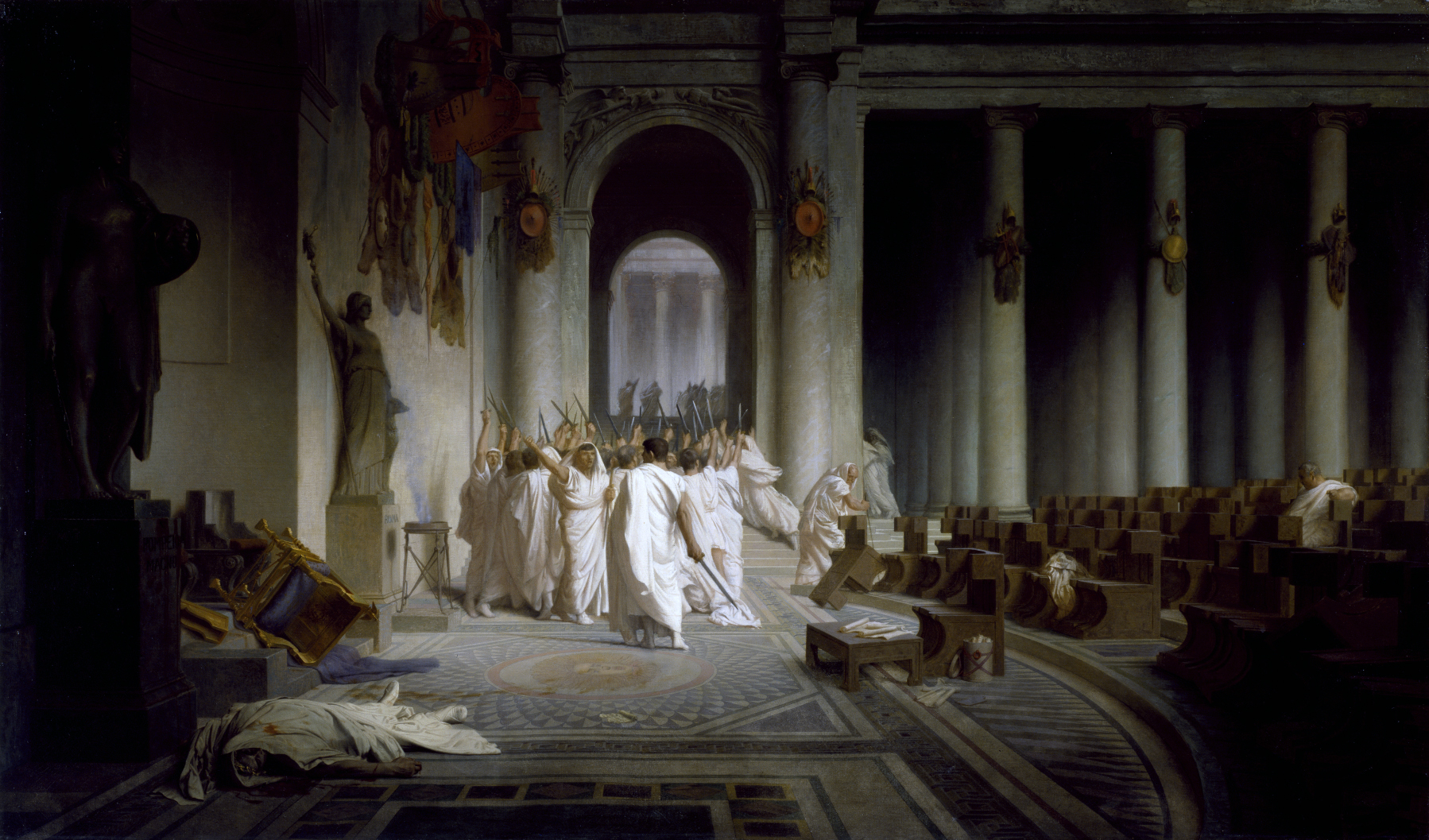
Caesars död, av Jean-Léon Gérôme (1867). Den 15 mars 44 f.Kr. mördades Octavianus' adoptivfar Julius Caesar av en konspiration som leddes av Marcus Junius Brutus och Gaius Cassius Longinus.

När Julius Caesar dödades på Idus Martiae (15 mars) år 44 f.Kr., studerade Octavianus och genomgick militär utbildning i Apollonia, Illyricum. Han avvisade rådet han fick från några officerare att ta tillflykt bland trupperna i Makedonien, och begav sig i stället till Italia för att utröna vilka politiska utsikter han hade. Efter att ha landstigit i Lupiae nära Brindisi fick han kännedom om innehållet i Caesars testamente, och först då beslutade han sig för att bli Caesars arvinge både politiskt och ekonomiskt. Eftersom Caesar saknade legitima arvingar vid liv (hans dotter Julia hade dött 54 f.Kr.), hade han adopterat sin släkting Octavianus som sin son och arvtagare. Med anledning av adoptionen, antog Octavianus namnet Gaius Julius Caesar. Romersk tradition föreskrev att han också skulle använda namnet Octavianus för att ange sitt biologiska ursprung. Dock saknas bevis för att han någonsin använde namnet, som skulle ha uppenbarat hans enkla bakgrund. Marcus Antonius framförde senare anklagelsen mot Octavianus att ha adopterats av Julius Caesar i utbyte mot sexuella tjänster, men Suetonius betecknar Antonius beskyllning som politiskt skvaller.
För att framgångsrikt kunna inträda i gräddan av den politiska hierarkin i Rom räckte inte Octavianus redan kringskurna kassa. Han fick ett varmt välkomnande av Caesars soldater i Brundisium, och han begärde sedan tillgång till de medel som Caesar avsatt för kriget mot Partien i Mellanöstern. De uppgick till 700 miljoner sestertier och förvarades i Brundisium, eftersom detta var basen för Italiens militära operationer i öst. En senare undersökning av senaten om vad som hänt med de försvunna medlen, som tillhörde statskassan, ledde inte till några åtgärder mot Octavianus, eftersom han senare använde dessa pengar till att rusta trupperna mot senatens ärkefiende Marcus Antonius. Octavianus gjorde ett annat dristigt drag 44 f.Kr. när han sanktionerade den årliga tributen som sändes från Roms provinser i Främre Orienten till Italien, utan att ha officiell tillåtelse att göra detta. Octavianus började förstärka sina egna styrkor med Caesars krigsveteraner och trupper som avsatts för kriget mot Parthien, och samlade stöd genom att framhäva sin ställning som Caesars arvinge. Under fälttåget mot Rom genom Italien lyckades Octavianus genom sin närvaro och sina pengar vinna över de krigsveteraner som var stationerade i Campania på sin sida. I juni hade han samlat en armé på 3 000 lojala veteraner, och betalade dem 500 denarii var.

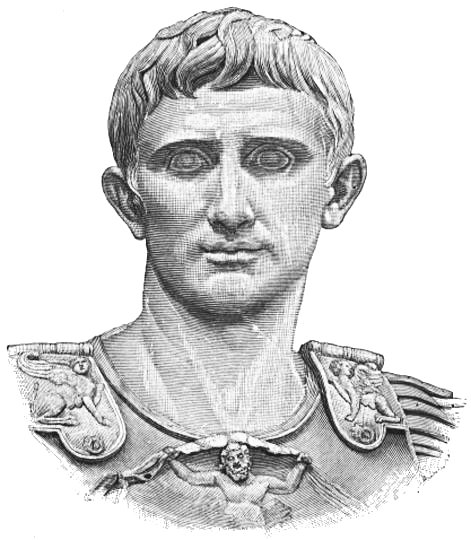
Porträtt från 1900-talet på Augustus. Från Augustus från Prima Porta.

När han anlände till Rom den 6 maj 44 f.Kr., fann Octavianus konsuln Marcus Antonius, tidigare Caesars kollega, i en spänd vapenvila med diktatorns mördare. Dessa hade givits allmän amnesti den 17 mars, men ändå drev Antonius de flesta ut ur Rom. Detta berodde på det lovtal som han gav vid Caesars begravning och i vilket han påverkade den allmänna opinionen att vända sig mot mördarna. Fastän Marcus Antonius hade ett massivt politiskt stöd, kunde Octavianus ändå utmana honom som ledare för den grupp som stödde Caesar. Marcus Antonius hade förlorat nästan allt stöd från Caesartrogna romare när han första gången opponerade sig mot förslaget att upphöja Caesar till gud. Octavianus misslyckades med att övertala Antonius att överlämna Caesars tillgångar till honom, men lyckades få uppbackning av Caesarsympatisörer under sommaren. I september började oratorn, optimaten Marcus Tullius Cicero, attackera Antonius i en serie tal, där han utpekade Antonius som det största hotet mot senatens ordning. Med folkopinionen i Rom emot sig och med mandatet som konsul nära att löpa ut, försökte Antonius driva igenom lagförslag som skulle ge honom makten över Cisalpinska Gallien, vilken en av Caesars mördare, Decimus Junius Brutus Albinus, hade lovat honom som delprovins. Under tiden byggde Octavianus upp en privat armé i Italien genom att rekrytera Caesars veteraner, och den 28 november vann han över två av Antonius legioner med det oemotståndliga erbjudandet om pengar. Antonius insåg faran i att stanna i Rom, där Octavianus stora och mäktiga styrka befann sig, och till senatens lättnad flydde han till Cisalpinska Gallien, som blev hans den 1 januari.

### Första konflikten med Antonius
Decimus Brutus vägrade ge upp Cisalpinska Gallien, varför Antonius slog ner honom i Mutina. De resolutioner som romerska senaten antog för att få våldet att upphöra godtogs inte av Antonius eftersom senaten saknade armé att kunna tvinga honom. Detta öppnade en möjlighet för Octavianus som redan hade en stridsduglig armé. Cicero försvarade också Octavianus mot Antonius gliringar om att Octavianus inte tillhörde adeln; han fastslog att "bland vår ungdom finns ingen mer lysande förebild för den hävdvunna rättrådigheten". Detta var delvis ett genmäle mot Antonius uppfattning om Octavianus. Antonius skulle enligt Cicero ha påstått: "Du, grabben har sitt namn att tacka för allt". I denna osannolika allians med Julius Caesars ärkemotståndare, senatorn Cicero, fick Octavianus tillåtelse av senaten att inträda där som medlem den 1 januari 43 f.Kr., och han fick rösträtt jämbördig med konsulerna. Octavianus fick därtill imperium (befälsmakt), som legaliserade hans egna trupper, och han sändes för att bistå konsulerna Hirtius och Pansa 43 f.Kr. i belägringen. I april 43 f.Kr. besegrades Antonius styrkor vid slaget vid Forum Gallium och slaget vid Mutina, vilket tvingade Antonius att dra sig tillbaka till Transalpinska Gallien. Båda konsulerna stupade dock, varvid Octavianus ensam fick befälet över deras arméer.
Efter att ha tilldelat Decimus Brutus fler belöningar och erkännanden än Octavianus för att ha besegrat Antonius,avsåg senaten att ge Decimus Brutus befäl över de konsulära legionerna, men Octavianus vägrade samarbeta. I stället stannade Octavianus i Podalen och vägrade gå till offensiv mot Antonius. I juli sände Octavianus en beskickning av centurioner till Rom och krävde att han skulle erhålla de konsulat som blivit vakanta efter Hirtius och Pansa. Octavianus krävde vidare att det dekret som förklarade Antonius för fiende till staten skulle upphävas. När detta tillbakavisades tågade han in i staden med åtta legioner. Han mötte inget militärt motstånd i Rom, och den 19 augusti 43 f.Kr. valdes han till konsul med sin släkting Quintus Pedius som medkonsul. Under tiden ingick Antonius allians med Marcus Aemilius Lepidus, en annan ledare i gruppen som stödde Caesar.

### Andra triumviratet

#### Den romerska revolutionen

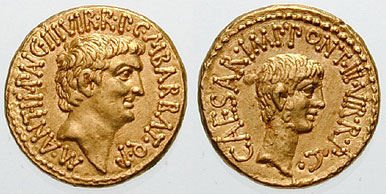
Romersk aureus med porträtt av Marcus Antonius (till vänster) och Octavianus (till höger). Myntet slogs 41 f.Kr. för att fira upprättandet av andra triumviratet av Antonius, Octavianus och Lepidus 43 f.Kr. Båda sidorna bär inskriptionen "III VIR R P C", Trium viri rei publicae constituendae, vilket betyder "Tre män för republikens organisation".

Vid ett möte nära Bologna i oktober 43 f.Kr. bildade Antonius, Octavianus och Lepidus en junta som de kallade andra triumviratet. Detta var en uttrycklig garanti för stabil makt under fem år och lagstadgades av plebejerna, till skillnad från första triumviratet, som hade grundats av Gnaeus Pompejus Magnus, Julius Caesar och Marcus Licinius Crassus. Triumvirerna iscensatte proskription vilken förklarade 300 senatorer och 2 000 equites laglösa, fråntog dem deras egendomar, och, om de inte lyckades fly, tog deras liv. Orsaken till triumviratets dekret var att de tre ledarna behövde pengar för att betala löner till trupperna inför de kommande sammanstötningarna med Caesars mördare, Marcus Junius Brutus och Gaius Cassius Longinus. De romare som tillfångatog dem som listats under proskriptionen belönades, men egendomarna och tillgångarna tillföll triumvirerna. Den åtgärd som triumvirerna vidtog drevs längre än till att helt enkelt straffa dem som allierat sig med Caesars mördare. Octavianus invände mot utfärdandet av proskriptioner, i första början eftersom han ville rädda livet på sin nyvunne vän Marcus Tullius Cicero (som skulle listas i proskriptionen). Antonius hat mot Cicero var emellertid okuvligt, och Cicero föll offer vid händelsen. Det stora antalet senatorers död möjliggjorde för triumvirerna att fylla de vakanta platserna med egna bundsförvanter. Detta har av 1900-talshistoriker kallats "Den romerska revolutionen", och den fick långtgående följder genom att den gamla ordningen sveptes bort och den lade en stabil politisk grundval för den augusteiska form av ledarskap som komma skulle.
Den 1 januari 42 f.Kr. erkände den romerska senaten Caesar som gud över den romerska staten, "Divus Iulius". Octavianus kunde därmed fortsätta driva sin sak genom att trycka på det faktum att han därför var Divi filius, "Guds son". Antonius och Octavianus sände 28 legationer sjövägen för att möta Brutus och Cassius arméer, vilka hade byggt upp sin maktbas i Grekland. Efter dubbelslaget i Philippi i Makedonien i oktober 42 f.Kr. hade den caesariska armén segrat varefter Brutus och Cassius begick självmord. Marcus Antonius skulle senare använda dessa slag för att förringa Octavianus, eftersom Antonius trupper varit de avgörande i båda slagen. Genom att ta åt sig äran av dessa segrar kunde Antonius också få Octavianus att framstå som feg, då denne hade lämnat över den militära kontrollen till Marcus Vipsanius Agrippa i stället.
Efter slagen ingick triumvirerna en ny överenskommelse om territorier. Medan Antonius skulle lämna Gallien, provinserna Hispania och Italia till Octavianus, reste han själv till Egypten där han ingick förbund med drottning Kleopatra VII av Egypten, Julius Caesars tidigare älskarinna och mor till hans nyfödde son Caesarion. Lepidus erhöll provinsen Afrika, sviken av Antonius som lämnat Hispania till Octavianus. För Octavianus del kvarstod att besluta var i Italien han skulle anlägga läger åt sina tiotusentals veteraner från kriget i Makedonien, vilka triumvirerna hade lovat att befria från deras plikter. De tiotusentals som hade slagits för Brutus och Cassius, som utan tvekan kunde alliera sig med Octavianus motståndare om de blev missnöjda, krävde också jord. Det fanns ingen mer statligt kontrollerad jord som kunde fördelas till soldaterna. Octavianus hade därmed två valmöjligheter: att göra många romare hemlösa genom att konfiskera deras mark, eller att låta många soldater bli utan någonstans att slå sig ner, soldater som senare skulle kunna anfalla honom i Rom som hämnd och ödelägga stora delar av landet. Han valde det förra. 18 städer påverkades av de nya bosättningarna, i vilka hela befolkningen fördrevs eller delvis tvingades göra avkall på mark.

#### Uppror och äktenskapliga allianser

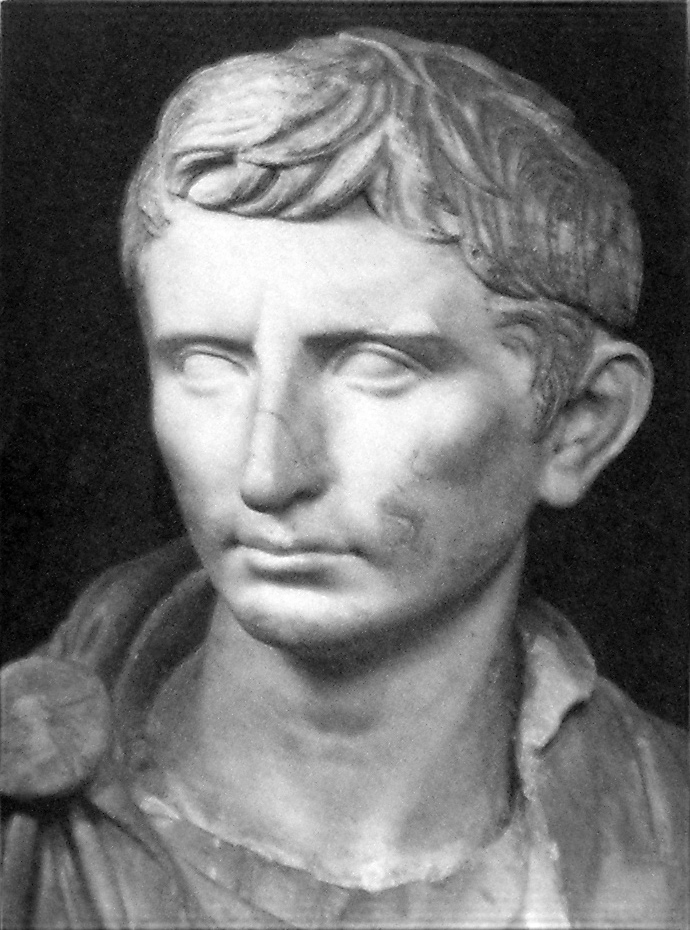
En staty över Octavianus, omkring 30 f.Kr.

Ett utbrett missnöje med Octavianus på grund av hans soldatbosättningar fick många att sluta upp vid Lucius Antonius sida. Denne, som var Marcus Antonius bror, hade stöd av majoriteten i senaten. Under tiden begärde Octavianus skilsmässa från Clodia Pulchra den yngre, Fulvias dotter med sin första make Publius Clodius Pulcher. Eftersom äktenskapet aldrig fullbordats återlämnade han henne till hennes mor. Fulvia, Marcus Antonius hustru, beslutade sig då för att gå till handling. Tillsammans med Lucius Antonius upprättade hon en armé för att slåss för Antonius rätt mot Octavianus. Genom att gå emot Octavianus tog Fulvia och Lucius en politisk risk som kunde kosta dem deras liv, eftersom den romerska armén fortfarande var beroende av triumvirerna för sina löner. Lucius och hans allierade slogs ner i Perusia (dagens Perugia), där Octavianus tvingade dem att kapitulera i början av år 40 f.Kr. Lucius och hans armé benådades på grund av släktskapet med Marcus Antonius, Österns starke man, medan Fulvia sändes i exil till Sicyon. Octavianus visade dock ingen nåd mot massorna som slutit upp runt Lucius; den 15 mars, årsdagen för mordet på Julius Caesar, lät han avrätta 300 senatorer och equester för att ha ingått förbund med Lucius. Perusia ödelades och brändes som varning för andra städer. Denna blodiga händelse förmörkade Octavianus karriär och kritiserades av många, som till exempel av den augusteiske poeten Sextus Propertius.
Sextus Pompejus, son till den förste triumviren Pompejus, medlem av republikanska partiet och inte Caesarsympatisör, erhöll Sicilien och Sardinien som del av en överenskommelse med andra triumviratet som nåddes år 39 f.Kr. Octavianus ingick kortvarigt en lyckosam allians när han 40 f.Kr. gifte sig med Scribonia, dotter till Lucius Scribonius Libo som var en av Pompejus bundsförvanter. Scribonia nedkom med Octavianus enda barn inom äktenskapet, Julia, som föddes samma dag som han efter drygt ett års äktenskap skilde sig från Scribonia för att gifta om sig med Livia Drusilla.
Under tiden i Egypten hade Antonius haft en kärleksaffär med Kleopatra VII, något som resulterat i tre barn, Alexander Helios, Kleopatra Selene II och Ptolemaius Philadelphus. Antonius var medveten om att hans relation med Octavianus höll på att försämras och han lämnade Kleopatra. Han avseglade mot Italien år 40 med en stor här för att erbjuda Octavianus motstånd, och lade till vid Brundisium. Denna nya konflikt visade sig dock ohanterlig för både Octavianus och Antonius. Deras centurioner, vilka hade blivit politiskt betydelsefulla personer, vägrade slåss med hänvisning till deras cesariska ideal. I Sicyon dog Antonius fru Fulvia plötsligt under hans besök. Fulvias död och arméernas vapenvägran fick de två triumvirerna att sluta fred med varandra. Hösten 40 förlikades Octavianus och Antonius med varandra och upprättade fördraget i Brundisium. Lepidus skulle stanna i Afrika, Antonius i öst, Octavianus i väst, medan den italiska halvön skulle vara öppen för dem alla för att rekrytera soldater. I själva verket var avtalet oanvändbart för Antonius som befann sig i öst. För att ytterligare cementera relationen med Marcus Antonius, gav Octavianus sin syster Octavia minor till Marcus Antonius som hustru senare under år 40. Under deras äktenskap födde Octavia två döttrar, Antonia den äldre och Antonia den yngre.

#### Striderna mot Pompejus

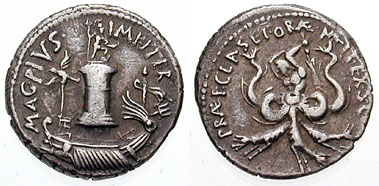
En denarius av Sextus Pompejus, som slogs efter att han besegrat Octavianus flotta. Kronan föreställer Messina, och klaven Scylla.

Sextus Pompejus hotade Octavianus i Rom genom att förbjuda att skepp med säd nådde den italiska halvön över Medelhavet. Pompejus egen son fick ansvar över sjöfarten med syfte att framkalla storskalig svält i Italien. Pompejus kontroll över havet föranledde honom att anta namnet Neptuni filius, "Neptunus son". Ett temporärt fredsavtal ingicks 39 f.Kr. genom fördraget i Misenum; blockaden mot Italien lyftes när Octavianus givit Pompejus Sardinien, Korsika, Sicilien och Peloponnesos, och säkrat honom en framtida position som konsul år 35 f.Kr. Det territoriella avtalet mellan triumvirerna och Sextus Pompejus började haverera när Octavianus skilt sig från Scribonia och gift om sig med Livia den 17 januari 38 f.Kr. Ett av Pompejus marinbefäl förrådde honom och överlämnade Korsika och Sardinien till Octavianus. Octavianus behövde dock Antonius stöd för att anfalla Pompejus, så ett avtal slöts att andra triumviratet skulle förlängas för ytterligare fem år med början 37 f.Kr. Det huvudsakliga skälet för Antonius att stödja Octavianus var att han därigenom väntade sig stöd för sin egen kampanj mot Parthien i Mellanöstern, i en önskan om upprättelse efter slaget i Carrhae år 53 f.Kr. Vid en överenskommelse i Tarentum, försåg Antonius Octavianus med 120 skepp att använda mot Pompejus, i utbyte mot att Octavianus skulle sända 20 000 legionärer som Antonius kunde använda mot Parthien. Octavianus sände dock bara en tiondel av det utlovade antalet, vilket var en medveten provokation som Antonius inte hade glömt sex år senare när de mötte varandra i strid.
Octavianus och Lepidus gjorde gemensam sak mot Sextus Pompejus på Sicilien år 36 f.Kr. Trots motgångar för Octavianus blev Pompejus hela flotta nästan totalförstörd den 3 september 36 f.Kr. av general Vispanius Agrippa vid slaget vid Naulouchus. Sextus flydde med sin återstående här mot öst, men tillfångatogs och avrättades i Mylae av en av Antonius generaler 35 f.Kr. Både Lepidus och Octavianus slöt upp runt Pompejus kapitulerade trupper, men Lepidus ansåg sig tillräckligt stark för att själv göra anspråk på Sicilien och beordrade Octavianus att ge sig av. Lepidus trupper övergav honom dock och övergick till Octavianus eftersom de var trötta på att slåss och eftersom Octavianus lät dem veta att pengar fanns att vänta. Lepidus kapitulerade och valdes till pontifex maximus (ledare för prästkollegiet), men avsattes från triumviratet, varvid hans offentliga karriär var över, och han sändes i praktiken i exil till en villa vid Cape Circei i Italien. De romerska områdena delades nu mellan Octavianus i väst och Antonius i öst. För att upprätthålla fred och stabilitet i sin del av imperiet, såg han till att garantera de romerska medborgarnas äganderätt. Denna gång fick hans soldater bosätta sig utanför Italien och han återbördade 30 000 slavar till deras ägare – slavar som hade flytt till Pompejus och gått med i hans armé och flotta. För att trygga sin egen, Livias och Octavias säkerhet när han sedan återkom till Rom, övertalade han senaten att erkänna honom, hans fru och syster immunitet (sacrosanctitas).

#### Striderna mot Antonius

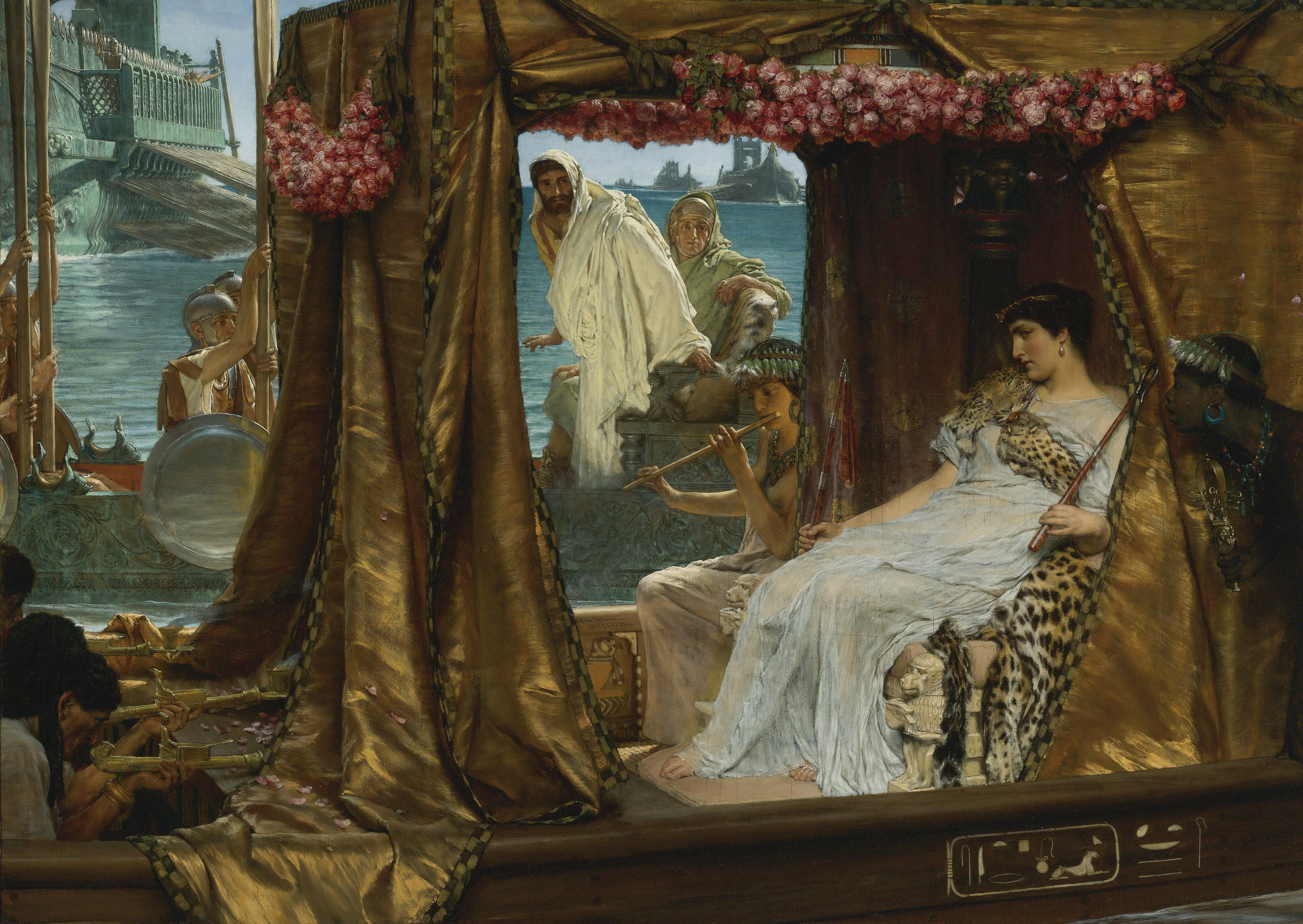
Antonius och Kleopatra, av Lawrence Alma-Tadema.

Under tiden visade sig Antonius krig mot Parthien leda till ett katastrofalt nederlag som naggade på Antonius anseende som ledare, medan de omkring 2 000 legionärer som tillsändes honom med Octavia minor föga räckte till att återskapa hans styrkor på nytt. Å andra sidan kunde Kleopatra VII återställa hans armé till full styrka, och eftersom han redan hade en kärleksaffär med henne beslutade sig Antonius för att skicka tillbaka Octavia till Rom. Fastän Antonius syfte var att återuppbygga sin militär kom denna händelse att spela Octavianus i händerna, emedan denne nyttjade den som propaganda och insinuerade att Antonius blivit mindre romersk eftersom han avvisat en romarinna till legitim hustru till förmån för en "orientalisk flamma". År 36 f.Kr. gjorde Octavianus en politisk manöver för att få sig själv att framstå som mindre enväldig och Antonius som boven i dramat, genom att hävda att inbördeskriget var nära ett slut och att han skulle stiga tillbaka från triumviratet om Antonius skulle göra detsamma. Antonius vägrade. Efter att romerska trupper besegrat Armenien 34 f.Kr. gjorde Antonius sin son Alexander Helios till härskare där, och vidare tilldelade han Kleopatra titeln "kungarnas drottning". Octavianus använde dessa handlingar till att övertyga senaten om att Antonius hade föresatt sig att försvaga Roms överordnade ställning. Efter att Octavianus blivit konsul igen den 1 januari 33 f.Kr., öppnade han det följande sammanträdet i senaten med en hätsk attack på Antonius tilldelning av titlar och territorier till sina släktingar och till drottningen. Flera avhoppare bland konsulerna och senatorerna kom att ansluta sig till Antonius sida av misstro mot det de såg som propaganda. Emellertid deserterade två av Antonius konsuler, Munatius Plancus och Marcus Titius, och anslöt sig till Octavianus sida hösten 32 f.Kr. Dessa båda avhoppare försåg Octavianus med den information som han behövde för att inför senaten kunna bekräfta alla anklagelser mot Antonius. Genom att storma vestalernas tempel tvingade Octavianus deras översteprästinna att ge honom Antonius hemliga testamente, vilket visade sig tilldela de territorier som Rom erövrat till sonen och innehålla planer på att bygga en grav i Alexandria för honom själv och drottningen vid deras frånfälle. Sent året 32 f.Kr. hävde senaten officiellt Antonius konsulsmakt och förklarade krig mot Kleopatras regim i Egypten.

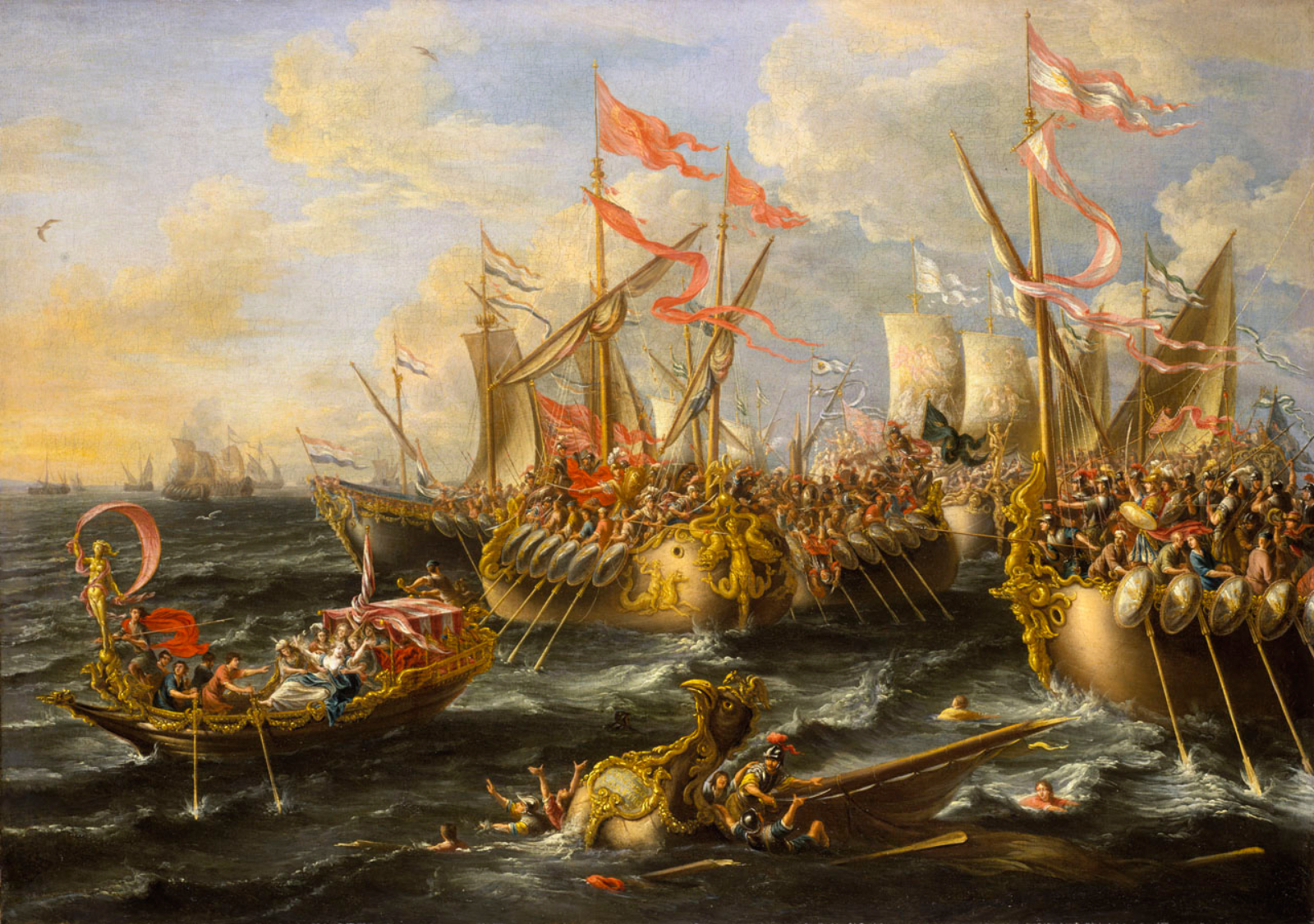
Slaget vid Actium, av Lorenzo Castro, målad 1672, National Maritime Museum, London.

Octavianus vann snabba segrar tidigt under år 31 f.Kr. när marinen under Vispanius Agrippas befäl framgångsrikt avancerade genom Adriatiska havet. Medan Agrippa skar av Antonius och Kleopatras huvudstyrka från hjälpskeppen, landsteg Octavianus på fastlandet på motsatta sidan Corcyra och tågade söderut. Snärjda till havs och till lands flydde desertörer dagligen från Antonius till Octavianus sida, och Octavianus arméer var tillräckligt segerrika för att lugnt kunna göra större förberedelser. Antonius flotta seglade mot Actium på Greklands västkust i ett desperat försök att bryta sjöblockaden. Där möttes den av en mycket större flotta som utgjordes av små, rörliga skepp, under Agrippas och Gaius Sosius befäl i slaget vid Actium den 2 september 31 f.Kr. Antonius och hans återstående styrkor klarade sig uteslutande på grund av att Kleopatra gjorde en sista framstöt med en flotta som väntat i närheten. Octavianus jagade dem, och efter ännu ett nederlag i Alexandria den 1 augusti 30 f.Kr. begick Antonius och Kleopatra självmord: Antonius föll på sitt svärd, och Kleopatra lät sig bli biten av en giftorm. Octavianus hade själv utnyttjat sin position som Caesars arvinge för politiska ändamål, och var därigenom alltför väl medveten om faran i att låta någon annan göra detsamma. Enligt uppgift skall han ha sagt att "Två Caesar är en för mycket" innan han beordrade att Julius Caesars son Caesarion skulle dödas, men han lät Kleopatras barn med Antonius leva.
Hans metoder var hårda, men det var Marcus Antonius som skyltat med barnet som legitim arvinge till den gudsförklarade Julius Caesar och därmed försvagat trovärdigheten för Octavianus anspråk på titeln. Octavianus hade dessförinnan visat mycket liten nåd i krig och agerat på ett sätt som gjort honom impopulär bland folket, men efter slaget om Actium fick han erkännande för att ha benådat så många av sina motståndare.

## Octavianus blir Augustus
Octavianus hade hamnat i ett läge där han kunde regera hela republiken inofficiellt som ett principat efter att ha besegrat Antonius och Kleopatra i Actium. För att göra detta skulle dock Octavianus vara tvungen att utöka sina maktbefogenheter, ställa in sig hos senaten och folket, och bevara Roms republikanska traditioner för att inte framstå som om han var ute efter att bli diktator eller monark. Efter segertåget in i Rom, utsågs Octavianus och Marcus Visanius Agrippa till konsuler av senaten. Åren av inbördeskrig hade försatt Rom i ett nära nog laglöst tillstånd, men republiken var inte redo att acceptera Octavianus som despot. Samtidigt kunde Octavianus inte ge upp sin makt utan att riskera ytterligare inbördes strider mellan de romerska generalerna. Även om han inte skulle ha önskat sig en maktställning, krävde hans position att han såg till staden Roms och de romerska provinsernas välmående. Octavianus målsättning från denna stund och framöver var att återställa stabiliteten i Rom, dess traditionella rättsordning och kultur genom att häva det politiska tryck som pålagts domstolar och utlysa fria val, åtminstone till namnet.

### Första förordnandet

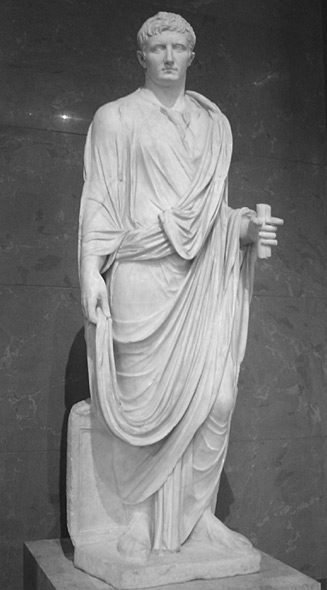
Augustus som magistrat; statyns marmorhuvud utfördes omkring 30–20 f.Kr., kroppen utfördes på 100-talet e.Kr.

Den 13 januari 27 f.Kr. återlämnade Octavianus, som snart skulle anta titeln Augustus, officiellt den demokratiska makten till romerska senaten, och frånsade sig sin makt över de romerska provinserna och arméerna där. Under Octavianus konsulat hade dock senaten inte mycket lagstiftande makt i att lägga fram lagförslag för debatt i senaten. Octavianus hade inte längre direkt makt över provinserna och arméerna där, men han hade fortfarande lojaliteten hos de soldater som var i tjänst och likaså av veteranerna. Åtskilliga klienter och deras gelikar var beroende av hans beskydd, och hans ekonomiska makt i Romerska republiken saknade motstycke. Historikern Werner Eck skriver om honom:
| ”                                 | Han erhöll sin makt i första hand från ett antal befogenheter som senaten och folket tilldelat honom, i andra hand från sin enorma privata förmögenhet, och i tredje hand från det stora antal klienter som han beskyddade runt om i imperiet. Sammantaget utgjorde detta förutsättningen för hans auctoritas, något han även själv poängterade var grunden för hans politiska handlingar. | „ |
| – Werner Eck, The Age of Augustus | |   |

Allmänheten var i stor utsträckning medveten om de oerhörda ekonomiska resurserna som Octavianus hade tillgång till. När han exempelvis år 20 misslyckades med att övertala tillräckligt många senatorer att bygga ut och underhålla vägnätet i Italien, åtog han sig personligen ansvaret för att byggnationerna och underhållet (cura viarum). Detta offentliggjordes på de romerska mynt som gavs ut 16 f.Kr., efter att han hade donerat stora summor pengar till aerarium Saturni, den allmänna statskassan.
Enligt Scullard, var emellertid Octavianus makt huvudsakligen grundad på utövandet av "en militär makt, och hans auktoritets yttersta bemyndigande var våld, hur mycket detta faktum än doldes."
Senaten föreslog Octavianus, den uppburne segraren i Roms inbördeskrig, att han på nytt skulle ta över styret över provinserna. Förslaget var en ratificering av Octavianus utomkonstitutionella makt. Genom senaten kunde Octavianus få det att framstå som om Romerska republikens konstitution ännu var gällande. Till synes motvilligt accepterade han att under tio års tid ansvara för provinserna, vilka betraktades som kaotiska. De provinser som han fick ansvar för utgjorde mycket av de områden som Rom erövrat, däribland Hispania och Gallien, Syria, Kilikien, Cyprus, och Egypten. Därtill hade Octavianus befälet över större delen av Roms legationer i anslutning till makten över provinserna. Medan Octavianus agerade som konsul i Rom, förflyttade han senatorer såsom hans representanter till de provinser han regerade, för att handha regionala affärer och säkerställa att hans order åtlyddes. Å andra sidan hamnade de provinser som inte Octavianus erhållit, under guvernörer som senaten utsåg. Octavianus blev den mäktigaste politikern i staden Rom och i de flesta av dess provinser, men han hade ändå inte monopol över politiken och krigsmakten. Senaten hade ännu makten över Africa terra, en viktig region för spannmålsförsörjningen, likaväl som över Illyricum och Macedonia, två militärstrategiska områden med flera legioner. Med endast fem eller sex legioner (vilka avlönades av senatens prokonsuler), jämfört med Augustus 20 legioner, kunde senaten i praktiken inte utmana honom militärt eller politiskt. Senatens kontroll över några av de romerska provinserna bidrog till att upprätthålla en republikansk fasad inför det autokratiska principatet. Octavianus kontroll över hela provinser var dessutom i linje med tidigare beslut fattade i Republiken i syfte att säkerställa freden och upprätta ordningen. Pompejus hade givits liknande militära befogenheter i tider av kris och instabilitet.
Den 16 januari 27 f.Kr. tilldelade senaten Octavianus de nya titlarna Augustus och Princeps. Augustus, från latinets augere (att öka eller att växa), kan översättas till "den vördnadsvärde". Det var snarare en religiös titel än ett politiskt erkännande. Enligt den romerska tron symboliserade titeln en auktoritet över mänskligheten - och i själva verket över naturen - som gick utöver varje konstitutionell definition av hans ställning. Efter de grymma metoderna som han hade använt för att säkra sin makt, innebar namnbytet en markering att hans välvilliga styre som Augustus var åtskilt från hans skräckvälde som Octavianus. Hans nya titel Augustus var också att föredra framför Romulus, en titel han tidigare använt med anspelning på berättelsen om Romulus och Remus (Roms grundare enligt legenden), vilket skulle ha betytt ett andra grundande av Rom. Titeln Romulus var dock starkt förknippad med monarkin och kungadömet, en association som Octavianus helst försökte undvika. Princeps, kommer från den latinska frasen primum caput, "det första huvudet", och betydde ursprungligen den äldste eller mest distingerade senatorn vars namn nämndes först i senaten i Augustus fall blev det nästan en statlig titel för den som hade den högsta makten. Princeps hade också varit en titel som använts under Romerska republiken för dem som tjänat staten väl, så hade till exempel Pompejus haft titeln. Augustus använde också beteckningen Imperator Caesar divi filius, "Befälhavare Caesar son till den gudsförklarade". Med denna titel uttryckte han inte bara sitt släktband till den gudsförklarade Julius Caesar, utan använde också benämningen imperator vilket betecknade en beständig förbindelse till den romerska segertraditionen. Ordet Caesar var egentligen ett cognomen för en gren av gens Julia, men Augustus antog namnet för sin egen familjegren. (Enligt romersk tradition var namnen ärvda enligt strikta regler.)
Augustus medgavs rätt att hänga corona civica, "medborgarkransen" gjord av ek, ovanför sin dörr och ha lagerkransar på sin dörrpost. Denna krans hade dittills hållits över segrande romerska generalers huvuden under ett triumftåg medan den som höll kransen upprepade "memento mori", eller, "Kom ihåg att du är dödlig". Därtill var lagern viktig i åtskilliga statliga ceremonier, och lagerkransar gavs till vinnarna i gymnastik, hästkapplöpning och dramatiska tävlingar. Därmed var både kronan och lagerkransen stadgade symboler inom den romerska religionen och statsmanskapet; att placera dem på Augustus dörrpost var nära på att utse hans hem till huvudstad. Augustus avstod dock från att använda insignier på makt, såsom att ha spira, bära diadem, eller en guldkrona och purpurfärgad toga som hans företrädare Julius Caesar gjort. Om han än avstod från att utmärka sin makt genom att mottaga och bära dessa äretecken, förärade senaten honom ändå en gyllene sköld som hängdes i kurians mötessal, med inskriptionen virtus, pietas, clementia, iustitia – "dygd, fromhet, förbarmande, rättvisa."
Med det första förordnandet från den 16 januari år 27 f.Kr. fick Augustus konsulsmakt under åren 27–23. Utnämningen till imperator innebar att han officiellt erkändes obegränsad makt, han erkändes den utrikespolitiska makten, varigenom det var han som beslutade om krig och slöt fredsavtal, samt blev överbefälhavare över armén. Makten övergick därmed från senaten och folket, och statsstyrelsen präglades av två element: auctoritas (autokrati) och mores maiorum (fädernas sedvänjor).

### Andra förordnandet

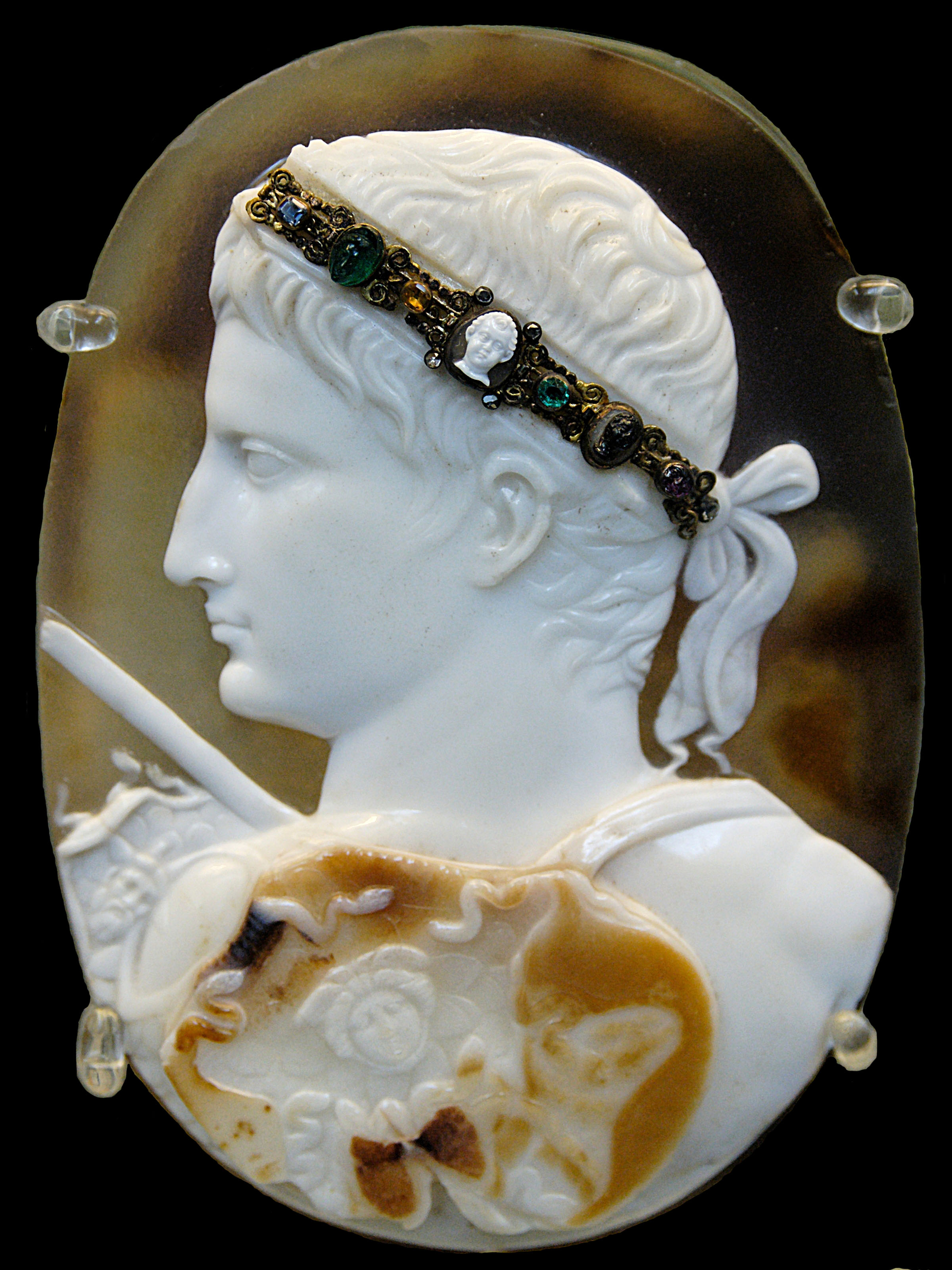
Porträtt av Augustus när han bär en gorgoneion i en camé i tre lager av sardonyx, 14–20 e.Kr.

År 23 f.Kr. utspelades en politisk kris som inbegrep Augustus medkonsul Terentius Varro Murena, som deltog i en konspiration mot Augustus. De exakta detaljerna runt konspirationen är okända, men Murena fullföljde inte sin ämbetstid som konsul innan Calpurnius Piso valdes att ersätta honom. Piso var välkänd medlem av den republikanska fraktionen, och att tjäna som samkonsul med honom var för Augustus ytterligare ett sätt att visa sin villighet att göra eftergifter och samarbeta med politiska partier. Under senvåren led Augustus av en svår sjukdom, och på vad man antog var hans dödsbädd fattades avtal vilka skulle få senatorerna att betvivla att han egentligen skulle vara antirepublikan. Augustus förväntades att överlämna sin signetring till sin oefterliknelige general Agrippa. I stället lämnade han alla sina offentliga dokument, statens räkenskaper och auktoriteten över trupperna i provinserna till samkonsuln Piso, medan hans förmodade gunstling Markus Claudius Marcellus blev tomhänt. Detta förvånade många som hade trott att Augustus skulle utnämna en arvtagare till positionen som inofficiell kejsare. Augustus testamenterade endast ägodelar och tillgångar till sina arvingar, eftersom ett system av institutionaliserat imperialt arv skulle ha väckt motstånd och fiendskap bland de republikanskt sinnade romarna som skrämdes av utsikter på en monarki.
Snart därefter tillfrisknade Augustus, och han gjorde då avkall på sitt konsulat. Fastän han hade avgått som konsul, kvarhöll han sitt konsulära imperium, vilket föranledde en andra uppgörelse mellan honom och senaten. Detta var ett smart drag av Augustus; genom att stiga ner som en av två konsuler gav detta karriärmedvetna senatorer en bättre chans att nå den positionen medan han själv kunde "utöva ett vidare patronage inom senaten." Augustus hade inte längre någon officiell position att regera staten, men samtidigt var hans auktoritet över de romerska provinserna oförändrad i och med att han blev prokonsul. Som tidigare konsul hade han interventionsrätt när han såg det nödvändigt, i fråga om affärer med de prokonsuler som senaten utsåg. Som prokonsul ville inte Augustus att denna makt över de provinsiella guvernörerna skulle tas ifrån honom, så imperium proconsulare maius, eller "makten över prokonsulerna" erkändes Augustus av senaten.
Augustus erkändes också makten av en tribun (tribunicia potestas) på livstid, fastän inte den officiella titeln tribun. Juridiskt sett var det nästan som att bli patricier, en position som Augustus hade erhållit för länge sedan när han adopterades av Julius Caesar. Detta gav honom möjlighet att ingripa i senatens och folkets beslut, lägga in veto inför folkförsamlingen (Comitia) eller senaten, överse val, och rätt att tala först vid samtliga sammankomster. Den tribunära auktoriteten innebar även att han fick befogenheter som traditionellt var reserverade för censorn; detta innefattade att överse den allmänna moralen (cura morum), revidera lagar så att de tjänade det allmännas bästa, likaväl som att hålla folkräkningar och avgöra om medlemskap i senaten. Ingen tidigare i det romerska systemet hade någonsin haft både tribunmakten och censormakten samtidigt, inte heller hade Augustus blivit vald till dessa befattningar. Julius Caesar hade givits liknande befogenheter, genom att han ansvarat för statens moral, men detta hade inte utsträckts till censorns möjlighet att utlysa folkräkningar och avgöra senatens sammansättning. Befattningen som tribune plebis hade börjat förlora sin prestige genom att Augustus utökade tribunens makt, så han återupprättade dess betydelse genom att göra det obligatoriskt för varje plebej som sökte plats som praetor.

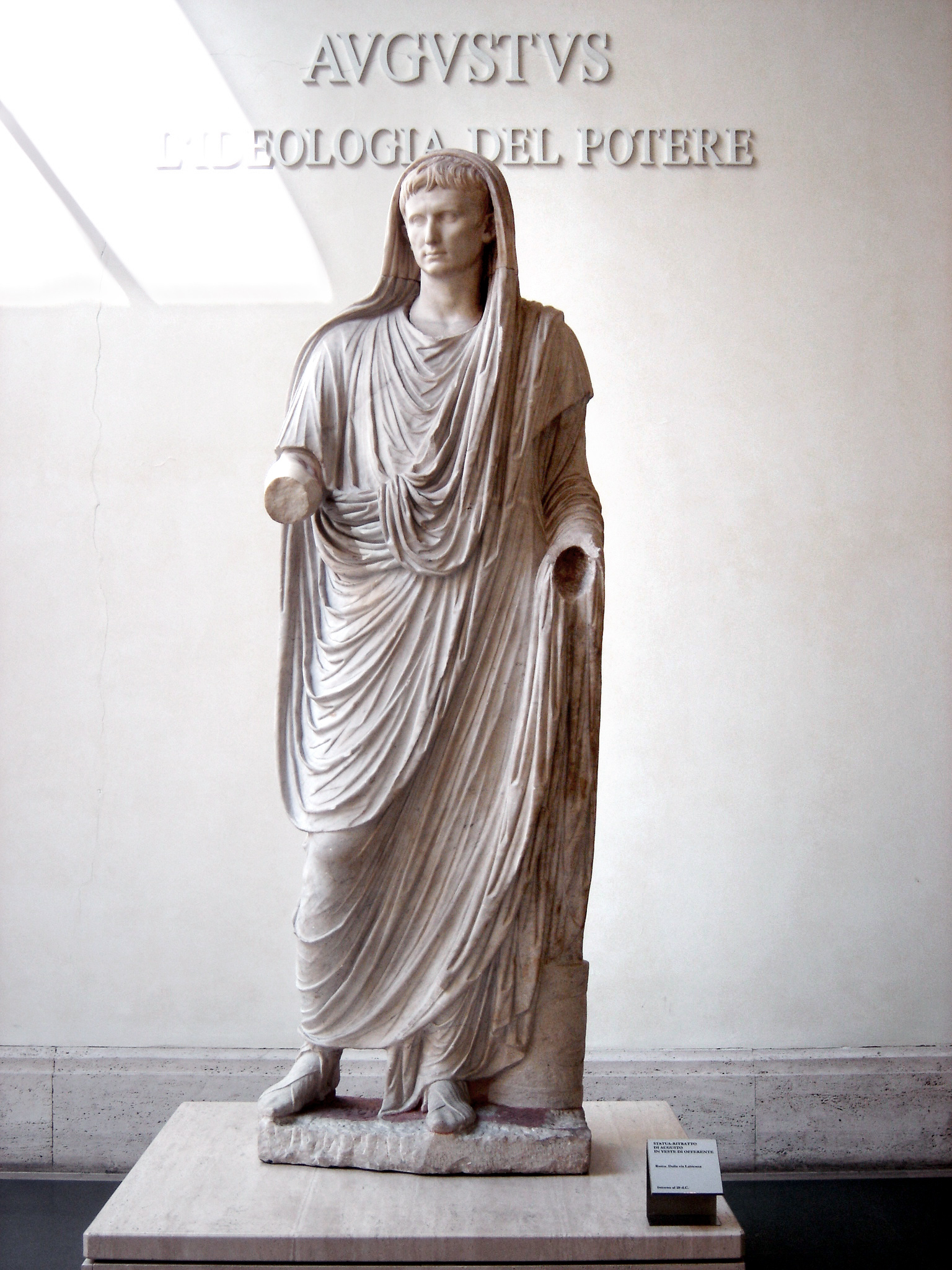
Via Labicana Augustus - Augustus som Pontifex maximus.

Frånsett tribunmakten, fick Augustus all imperium (obegränsad makt) inom staden Rom; alla väpnade styrkor, som förr letts av prefekter och konsuler, hamnade nu fullständigt under Augustus. Med maius imperium proconsulare (ståthållarskapet i imperiets provinser), blev Augustus den ende person som kunde mottaga triumf eftersom han var överhuvud för varje romersk armé. År 19 f.Kr., blev Lucius Cornelius Balbus, guvernör av Africa terra som besegrat Garamantes, den förste och den siste som var född i provinserna som mottog denna ära. För varje seger som följde den, fick Augustus all ära ensam, på grund av att Roms arméer leddes av legatus, vilka var princeps representanter i provinserna. Augustus' äldste son, från hans äktenskap med Livia, Tiberius, var det enda undantaget från denna regel när denne mottog triumf för segrarna i Germanien år 7 f.Kr. Augustus stannade i Rom under processen när hans status som maius imperium proconsulare skulle förnyas 13 f.Kr., för att säkra att förordnandet förlängdes, och försåg veteraner med frikostiga gåvor för att erhålla deras stöd.
Många av det andra förordnandets politiska subtiliteter verkar ha övergått plebejernas förstånd. När Augustus misslyckades bli vald till konsul år 22 f.Kr. spreds rädslan för att Augustus skulle tvingas från makten av den aristokratiska senaten. Åren 22, 21 och 19 ställde folket därför till med upplopp, och tillät endast en enda konsul att väljas dessa år, så att det andra konsulatet skulle lämnas öppet åt Augustus. År 22 f.Kr. var det matbrist i Rom vilket utlöste panik, medan många urbana plebejer uppmanade Augustus att anta en diktators makt för att personligen lösa krisen. Efter ett medvetet klädsamt avböjande inför senaten, accepterade Augustus slutligen att få auktoritet över Roms spannmålsförsörjning (cura annonae) "av heder såsom prokonsulärt imperium", och avvärjde krisen nästan omedelbart. Inte förrän 8 e.Kr. uppstod en sådan spannmålskris att Augustus nödgades inrätta en praefectus annonae, en permanent prefekt med ansvar för att säkra matförsörjningen till Rom. År 19 f.Kr. röstade senaten igenom att Augustus fick bära konsulns insignier offentligt och inför senaten, likaväl som att sitta på den symboliska platsen mellan två konsuler och hålla fasces, ett tecken på konsulär makt. Hans officiella titel i detta hänseende var imperium consulare, vilket han fick på livstid. Liksom med hans tribunmakt, gavs honom den konsulära makten utan att han egentligen hade befattningen. Detta verkar ha tilltalat befolkningen; oavsett om Augustus var konsul eller inte var det huvudsaken att han framträdde som en sådan inför folket. Den 6 mars 12 f.Kr., efter att Marcus Aemilius Lepidus dött, antog han dessutom posten som pontifex maximus, översteprästen i Pontifices, den romerska religionens viktigaste position. Den 5 februari 2 f.Kr. erhöll Augustus titeln pater patriae, eller "fäderneslandets fader".
Senare romerska kejsares maktbefogenheter skulle ungefär motsvara dem som Augustus erhållit, men ofta skulle de, för att spela ödmjuka, avböja vissa titlar och uppdrag när de var nytillträdda. Lika ofta skulle de allt medan deras regentskap fortskred, anta alla titlar och befogenheter, oavsett om senaten tilldelat dem dessa eller inte. Corona civica, som senare kejsare började bära på huvudet, de konsulära insignierna, och toga picta (purpurtogan som segrande generaler bar), blev imperiets insignier långt in i Bysantinska rikets dagar.

## Krig och erövringar under Augustus

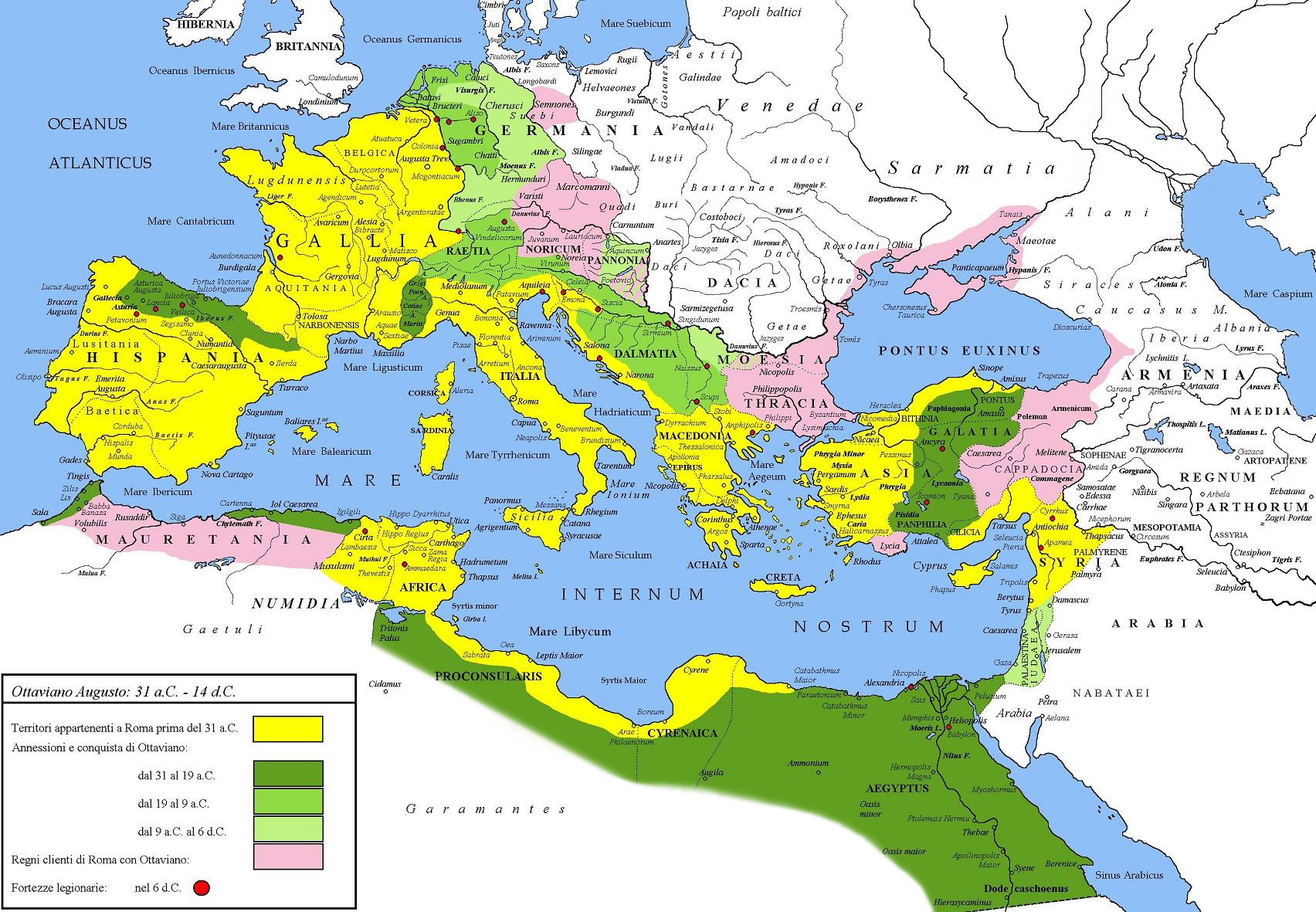
Romerska imperiets utsträckning under Augustus; gult markerar imperiets utsträckning år 31 f.Kr., grönt successivt erövrade territorier under Augustus, och rosa områden representerar klientstater.

Imperator Caesar Divi Filius Augustus valde Imperator, "segerrika befälhavaren" som sitt tilltalsnamn, eftersom han ville att hans segrar tydligt skulle förknippas med hans person. År 13 gav hans trupper honom 21 nya tillfällen att utropa sig imperator efter segerrika slag. Nästan hela det fjärde kapitlet i hans offentliggjorda memoarer, Res Gestae, handlar om hans militära segrar och utmärkelser. Genom att tala till den romerska patriotismen, skapade Augustus grundvalen för idén om den romerska civilisationens överhöghet och dess uppdrag att regera världen (den värld som var känd av Rom), och förkroppsligade frasen tu regere imperio populos, Romane, memento – "Romare, minns din makt att regera världens folk!" Detta tilltalade den romerska eliten och den bredare folkviljan som under denna tid var expansionistisk, vilket återspeglas hos den romerska poeten Vergilius som sade att gudarna lovat Rom imperium sine fine, "suveränitet utan gränser". Besvikelsen var offentlig när Augustus beslutade att Partien i Mellanöstern inte skulle invaderas, varmed hämnden för Crassus' tillfångatagna stridsfana skulle utebli. Det fanns emellertid annat land i räckhåll att besegra.

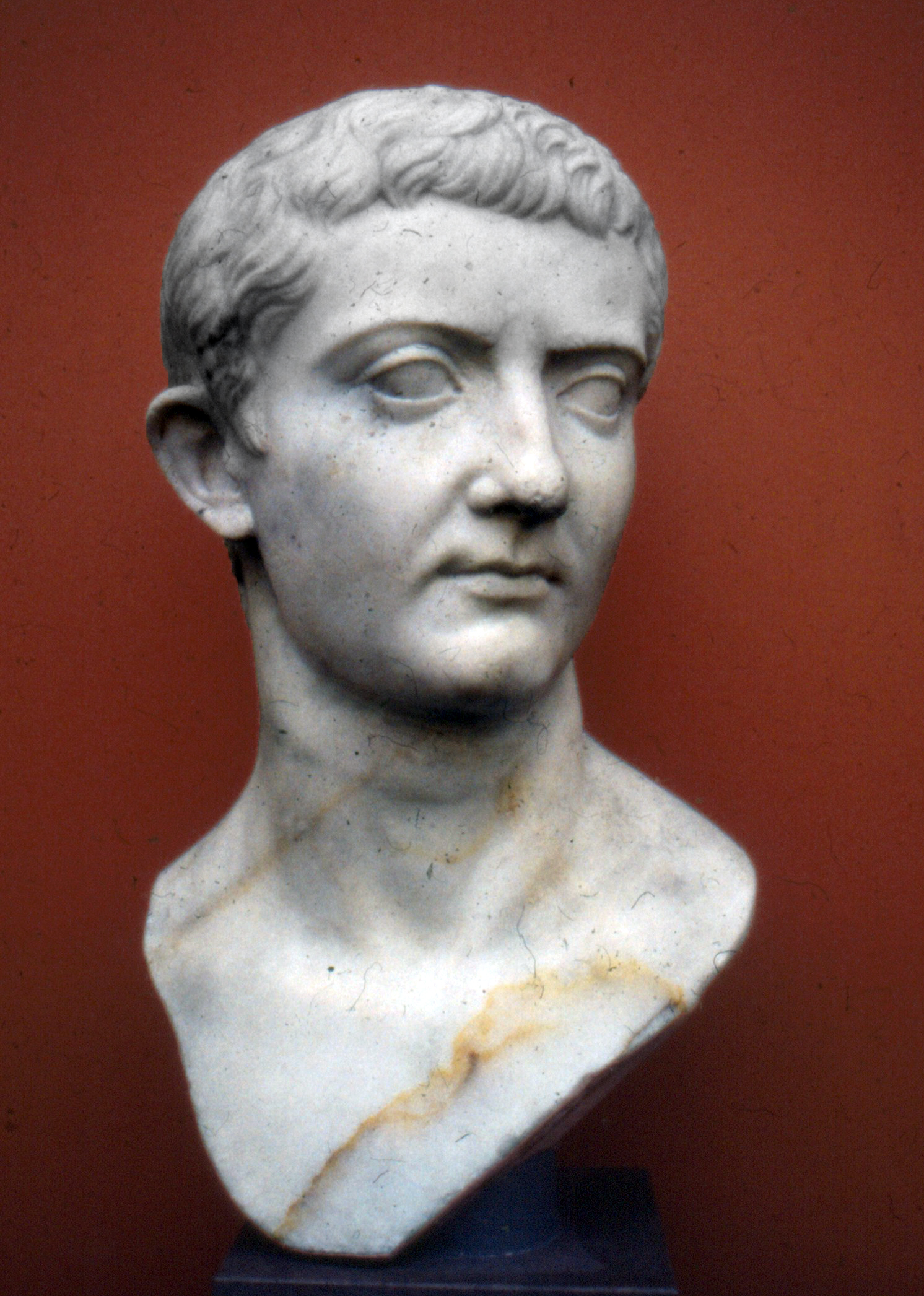
Byst av Tiberius, en framgångsrik befälhavare under Augustus innan han utsågs till dennes arvinge och efterträdare.

Mot slutet av hans styre hade Augustus arméer besegrat norra Hispania (nuvarande Spanien), de alpina regionerna Raetien och Noricum (nuvarande Schweiz, Bayern, Lombardiet, Österrike, Slovenien), Illyrien och Pannonien (nuvarande Albanien, Kroatien, Ungern, Serbien, Slovakien, etc.), och vidgade gränserna för Afrikaprovinsen i öster och söder. Efter klientkungen Herodes den stores regering (73–4 f.Kr.), inlemmades provinsen Iudaea i provinsen Syrien i och med att Augustus avsatte efterträdaren Herodes Archelaos. Liksom Egypten, som erövrats efter Antonius nederlag 30 f.Kr., styrdes inte Syrien av en prokonsul eller legat, utan av en överprefekt från equesterna. Återigen behövdes knappast någon militär ansträngning år 25 f.Kr. när Galatien (nuvarande Turkiet) intogs av Romerska riket strax efter att Amyntas av Galatien dödades av en änka till en avsatt prins i Homonada som hämnd. När de upproriska stammarna i Kantabrien i dagens Spanien slutligt slogs ner 19 f.Kr. hamnade territoriet i Hispania och Lusitania. Denna region visade sig vara en tillgång för Augustus, eftersom den visade sig vara rik på mineraler som kunde användas i den romerska gruvindustrin. Att besegra folken i Alperna år 1 f.Kr. var ännu en viktig romersk seger eftersom det gav de romerska medborgarna i Italien en buffertzon mot Germanien i norr. Poeten Horatius dedicerade ett ode till segern och monumentet Tropaeum Alpium nära Monaco restes för att hedra händelsen. Att inta den alpina regionen blev utgångspunkten för nästa offensiv år 12 f.Kr. av Tiberius mot de pannonianska stammarna i Illyrien, och hans bror Nero Claudius Drusus mot de germanska stammarna i östra Rhenlandet. Båda kampanjerna var framgångsrika, och Drusus här nådde floden Elbe år 9 f.Kr., men han avled snart därefter då han föll från en häst. Det har uppgivits att den fromme Tiberius gick vid sin brors kvarlevor hela vägen tillbaka till Rom.
För att beskydda de östra delarna av imperiet från Parthien, förlitade sig Augustus på klientstaterna där, vilka fungerade som buffertzoner och som områden där de kunde hålla egna trupper till försvar. Augustus stationerade en romersk armé i Syrien i detta syfte, när hans skicklige styvson Tiberius förhandlade med Parthien som Roms diplomat i öster. En av Tiberius' största diplomatiska framgångar var att han lyckades återfå Crassus krigsfana, vilket var en symbolisk seger och en moralisk seger för Rom. Tiberius var också ansvarig för att återinsätta Tigranes V på tronen till kungariket Armenien.
Parthien utgjorde ständigt ett hot mot Rom i öst, men den verkliga krigsplatsen var längs Rhen och Donau. Redan före det slutliga slaget mot Antonius, var Octavianus kampanj mot stammarna i Dalmatien ett första steg mot att utvidga de romerska områdena mot Donau. Att vinna ett slag var inte alltid en permanent framgång, och nyligen erövrade områden var ständigt återvunna av de romerska fienden i Germanien. Ett framstående exempel på en romersk förlust var slaget vid Teutoburgerskogen år 9, när tre av nio legioner som leddes av Publius Quinctilius Varus slogs ner med få överlevande, av Arminius, cheruskernas ledare. Augustus svarade genom att förflytta Tiberius och Drusus till Rhenlandet för att återställa ordningen, vilket blev en stor framgång 13 e.Kr. Den romerska generalen Germanicus drog fördel av inbördes strider mellan Arminius och segesterna; de besegrade Arminius, som lyckades fly från slaget men som dödades av sina egna fyra år senare, år 19, för förräderi.

## Död och succession
När Augustus varit sjuk år 23 f.Kr. hade problemet med efterträdare blivit en av de viktigaste politiska frågorna, även för allmänheten. För att säkra stabiliteten var han tvungen att utse en efterträdare till sin unika position i Roms samhälle och regering. Detta måste ske utan stora åthävor, odramatiskt och på ett naturligt sätt som inte väckte oro i senaten över att något som påminde om en monarki upprättats. Om någon skulle ta hans inofficiella plats i makten, skulle han vara tvungen att ha förtjänat det genom offentligt kända meriter. Några historiker som inriktat sig på Augustus hävdar att sannolikheten hade pekat på hans systerson Marcellus, som hastigt hade gift sig med Augustus dotter Julia den äldre. Andra historiker bestrider detta antagande på grund av att Augustus testamente lästes upp högt i senaten när han var svårt sjuk år 23 f.Kr., och det då i stället pekade på Marcus Agrippa, som var direkt under Augustus i hierarkin och obestridligen den ende som hade kunnat leda legionerna som höll samman imperiet. Efter Marcellus död 23 f.Kr., gifte Augustus bort sin dotter med Agrippa. Denna förening gav fem barn, tre söner och två döttrar: Gaius Caesar, Lucius Caesar, Vipsania Julia, Agrippina den äldre, och Postumus Agrippa, så kallad eftersom han föddes efter att Marcus Agrippa dött. Strax efter andra förordnandet erkändes Agrippa ett fem år långt mandat att administrera den östra delen av Romerska imperiet med imperium av en prokonsul och samma tribunicia potestas som Augustus hade (dock utan att utmana Augustus auktoritet), med sätet för guvernatet placerat i Samos i Kykladerna. Fastän detta erkännande borde ha talat för att Augustus tänkte sig Agrippa som arvinge, var det också en åtgärd som behagade medlemmar i det caesarska partiet genom att han därmed tillät en av dess medlemmar att dela hans makt.
Augustus' intention att göra Gaius och Lucius Caesar till arvingar var uppenbart eftersom han adopterade dem som sina egna barn, och personligen såg till deras politiska karriärer genom att utnämna dem till konsuler 5 och 2 f.Kr. Augustus visade också att han favoriserade sina styvsöner, Livias barn från tidigare äktenskap, Nero Claudius Drusus Germanicus och Tiberius Claudius, genom att sätta dem som befälhavare och ge dem offentliga ämbeten, och han verkade av dessa föredra Drusus. Drusus äktenskap med Antonia, Augustus syskonbarn var dubbelt upp en familjeangelägenhet som därför knappast torde ha inverkat på successionen. Efter att Agrippa dött 12 f.Kr, beordrades Tiberius, Livias son, att skilja sig från sin hustru Vispania och gifta om sig med Agrippas änka, Augustus dotter Julia, så fort sorgetiden för Agrippa löpt ut. Medan Drusus' äktenskap med Antonia betraktades som en förbindelse som inte kunde brytas, var Vispania för avlägset släkt, som Agrippas dotter från ett tidigare äktenskap.

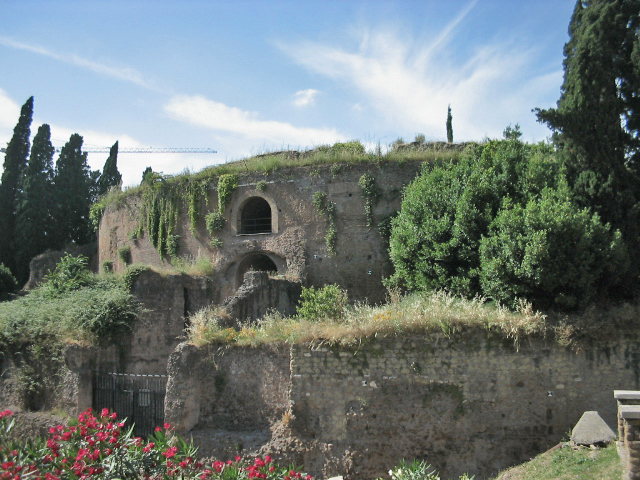
Augustus mausoleum.

Tiberius delade Augustus' tribunmakt 6 f.Kr., men drog sig snart tillbaka under förevändning att han inte ville ägna sig åt politik, och gick i exil på Rhodos. Någon förklaring till detta saknas, möjligen kan det ha varit en kulmen på en rad händelser, däribland det havererade äktenskapet med Julia. Det kan ha berott på avund och känsla av att ha åsidosatts efter att Augustus' unga barnbarn-adoptivsöner, Gaius och Lucius, gick med i prästkollegiet vid mycket ung ålder, presenterades mer välvilligt inför åskådare, och introducerades inför armén i Gallien. Både Lucius och Gaius dog tidigt, år 2 respektive 4 e.Kr., och eftersom hans bror Drusus också dött (9 f.Kr.), återkallades Tiberius till Rom i juni 4 e.Kr. där han adopterades av Augustus under villkoret att han i sin tur skulle adoptera Germanicus. Detta inledde traditionen att utse åtminstone två generationer efterträdare. Detsamma året erkändes Tiberius tribunmakten och prokonsulsmakten, utsända från utländska kungar var tvungna att visa honom aktning, och år 13 förärades han en andra triumf och jämbördig imperium med Augustus. Den enda som kunde göra anspråk mot honom var Postumus Agrippa, som hade sänts i exil av Augustus år 7, ett beslut som senaten genom dekret gjorde permanent, och Augustus försköt honom offentligt. Historikern Erich S. Gruen har genom flera samtida källor dragit slutsatsen att Postumus Agrippa var en "vulgär ung man, brutal och våldsam, och förtappad till karaktären."
Den 19 augusti 14, dog Augustus medan han besökte platsen där hans far avlidit i Nola, och Tiberius – som närvarade med Livia vid Augustus dödsbädd – utropades som efterträdare. Augustus' berömda sista ord var enligt Suetonius ecquid iis videretur mimum vitae commode transegisse, "Har jag spelat min roll väl i livets komedi?", ei de ti echoi kalos to paignion, kroton dote kai pantes hemas meta charas propempsate, "Då ju föreställningen har varit så bra, kan ni nu klappa händerna. Applådera oss ni alla." Han dog i Livias armar, och sade: Livia, nostri coniugii memor vive, ac vale!, "Livia, glöm aldrig vår förening så länge du lever – farväl!"
Ett enormt gravfölje av sörjande reste med Augustus kropp från Nola till Rom, och dagen han begravdes stängdes alla affärer och all verksamhet lades ner. Griftetal hölls av Tiberius och hans son Drusus medan de stod på två rostra. Augustus kropp kremerades i kistan i närheten av hans mausoleum, och det utropades att Augustus slagit följe med gudarna som en av de romerska pantheonerna. Hans urna har sedermera gått förlorad.

## Augustus betydelse

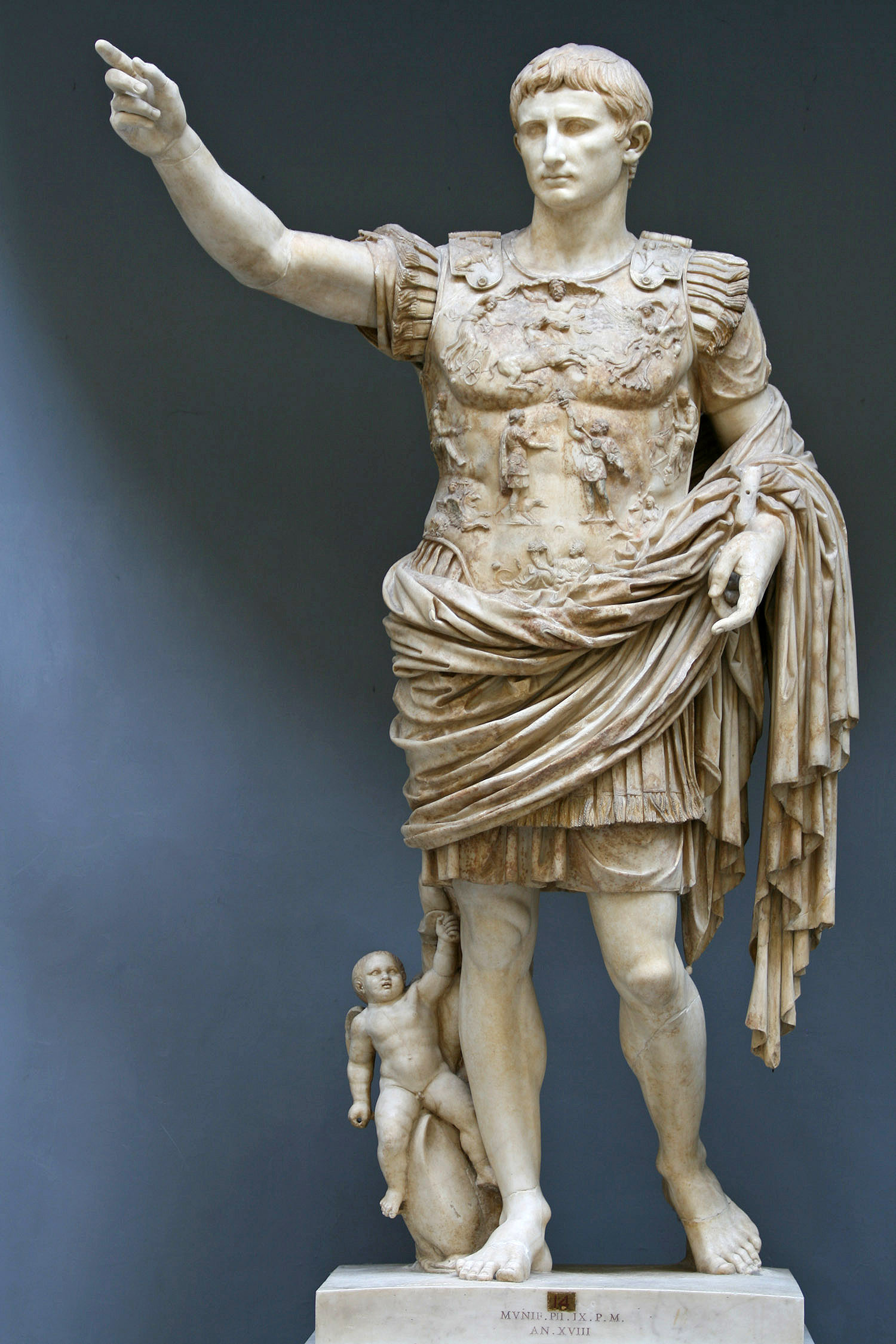
Den berömda Augustus från Prima Porta.

Augustus regering lade grunden för ett rike som varade i hundratals år, tills det slutliga Roms fall. Både hans tagna namn, Caesar, och hans titel Augustus blev permanenta titlar som de styrande av Romerska imperiet bar i fjorton århundraden efter hans död, och användes både i Rom och Bysantinska riket. På många språk har caesar blivit ordet för kejsare, så på tyska Kaiser och på bulgariska och senare ryska Tsar. Kulten av Divus Augustus fortsatte som statsreligion i imperiet men förbjöds då kristendomen år 381 gjordes till statsreligion av Theodosius I. Av den anledningen finns flera utmärkta exemplar av statyer och byster på kejsaren. Han hade låtit skriva en sammanställning över sina framgångar, Res Gestae Divi Augusti, som inskrevs i brons framför hans mausoleum. Andra exemplar av texten inskrevs runt om i imperiet vid hans död. Inskriptionen i latin följs av en på grekiska, och utfördes på många offentliga inrättningar, som templet i Ankara, Monumentum Ancyranum, som kallats "drottningen av alla inskriptioner" av historikern Theodor Mommsen. Det finns några andra skrivna verk av Augustus som inte bevarats. Dit hör hans dikter Sicilia, Epiphanus, och Ajax, en självbiografi i 13 böcker, en filosofisk avhandling, och hans skrivna vederläggning av Brutus' Eulogi av Cato.
Många betraktar Augustus som Roms störste kejsare genom tiderna. Säkert är att hans politik förlängde Roms livslängd och initierade den berömda Pax Romana eller Pax Augusta. Han var en intelligent, beslutsam och klipsk politiker, men inte lika karismatisk som Julius Caesar, och hamnade under påverkan av sin tredje hustru, Livia, ibland till det sämre. Icke desto mindre blev hans betydelse varaktig. Staden Rom förändrades starkt under Augustus, med Roms första institutionaliserade polis, brandkår, och inrättandet av kommunala prefekter som ämbeten. Polisen var indelad i grupper om 500 man, medan brandkårens enheter i 500 till 1 000 man styck, med 7 enheter över 14 distrikt i staden. En praefectus vigilum, eller "Prefekt över vakthållningen" sattes att ansvara över vigiles, Roms brandkår och polis. När inbördeskriget var över kunde Augustus upprätta en stående armé för Romerska imperiet, med 28 legioner om 170 000 soldater. Dessa understöddes av ett stort antal hjälptrupper om 500 man var, ofta rekryterade från områden som nyligen erövrats. Med sitt finansiella ansvar för att upprätta väghållningen genom Italien, installerade Augustus också ett officiellt kurirsystem med stationer som övervakades av en militärofficer, som kallades praefectus vehiculorum. Förutom att vägarna underlättade kommunikationen mellan Italiens städer, gjorde de det lättare för arméerna att färdas snabbt genom landet. År 6 grundade Augustus aerarium militare, då han donerade 170 miljoner sestertier till en ny militärkassa som försåg både aktiva och pensionerade soldater med medel. En av de mest livaktiga institutioner som Augustus grundade var praetoriangardet år 27 f.Kr., ursprungligen en personlig livvaktsstyrka på slagfältet som utvecklades till imperiets väktare såväl som en betydelsefull politisk maktfaktor i Rom. De hade makten att sätta press på senaten, installera nya kejsare, avsätta dem som de ogillade. Den siste kejsare de tjänade var Maxentius, innan Konstantin den store förbjöd dem tidigt under 300-talet och förstörde deras kaserner, Castra Praetoria.

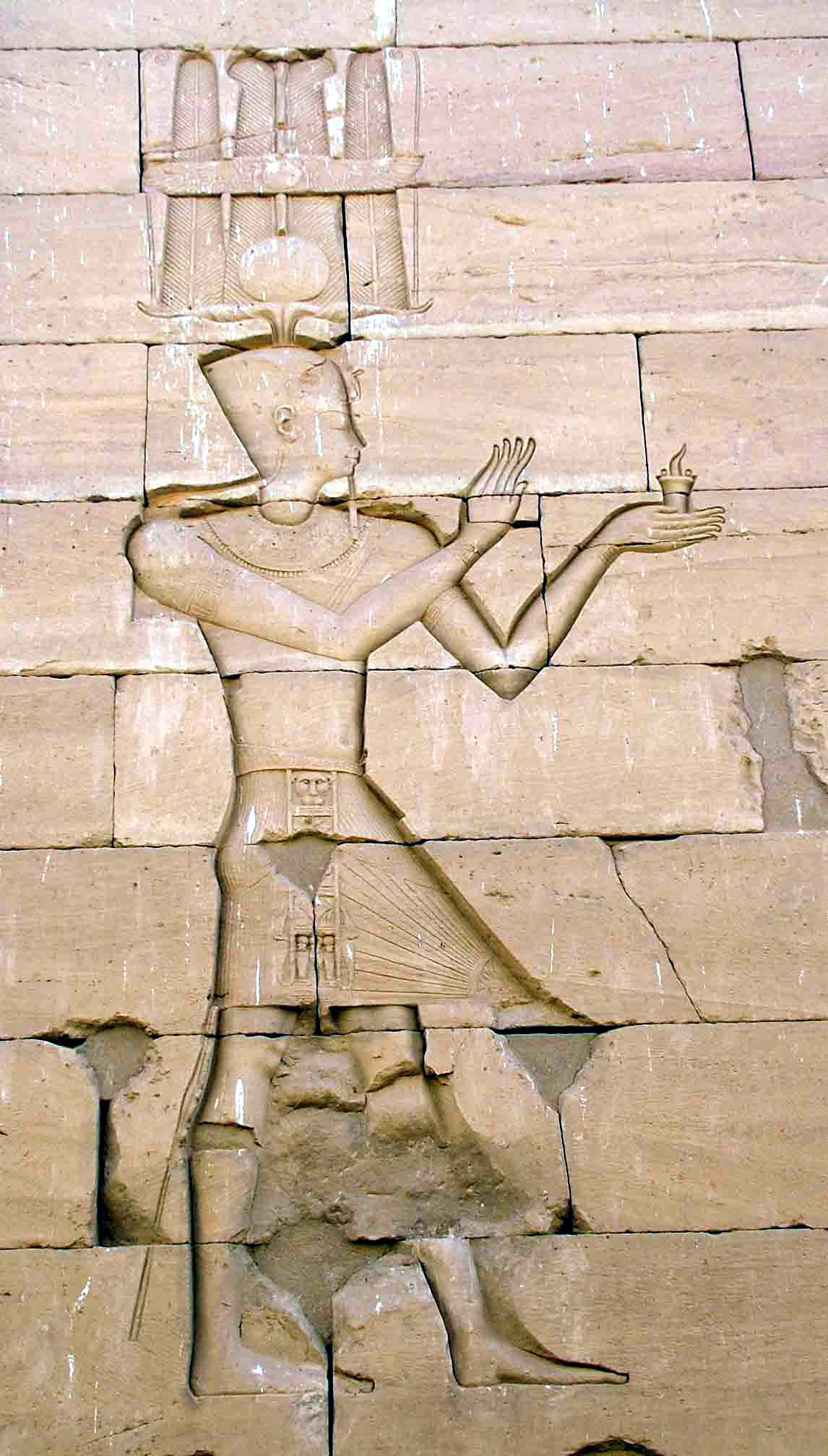
Augustus i en avbildning i egyptisk stil, en steningravering i Kalabshatemplet i Nubien.

Fastän han var den obestridlige härskaren av Rom, ville Augustus inblåsa republikanska dygder och moral i romarna. Han var också angelägen om plebejer och arbetare. Detta uppnådde han genom stor generositet och genom att minska möjligheten till slöseri. År 29 f.Kr. betalade Augustus 400 sestertius var till 250 000 medborgare, 1 000 sestertius var till 120 000 veteraner i kolonierna, och spenderade 700 miljoner sestertius på att skaffa mark åt sina soldater där de kunde slå sig ner. Han återuppbyggde 82 tempel för att visa sin aktning inför de romerska gudarna. Om det senare var ett uttryck för ödmjukhet, var det ett än större när han följande år, 28 f.Kr., smälte ner 80 silverstatyer som föreställde honom och som uppförts till hans ära.
Längden på Augustus regering (42 år som princeps) hade förstås betydelse för dess framgång. Som Tacitus skrev, den yngre generationen som levde år 14 hade aldrig erfarit någon annan regering än principatet. Hade Augustus dött tidigare hade historien sett annorlunda ut. De återkommande inbördeskrigen under republikens oligarki och Augustus långvariga regering, måste därför ses som det huvudsakliga skälet till att den romerska staten under dessa år de facto övergick i monarki. Augustus' egna erfarenheter, hans tålamod, takt och politiska företrädanden spelade också roll. Han visade vägen för framtiden, i militärt hänseende och sett till successionsordningen, och till det faktum att kejsaren bekostade att huvudstaden återställdes. Augustus' ultimata betydelse låg i freden och välståndet som imperiet åtnjöt de närmaste två århundradena under det system han upprättat. Hans minne vördades i imperiets politiska ethos som föredömet av en god kejsare. Alla kejsare i Rom antog hans namn, Caesar Augustus, vilket gradvis upphörde att fungera som egennamn och i stället blev en titel.

### Finansiella reformer

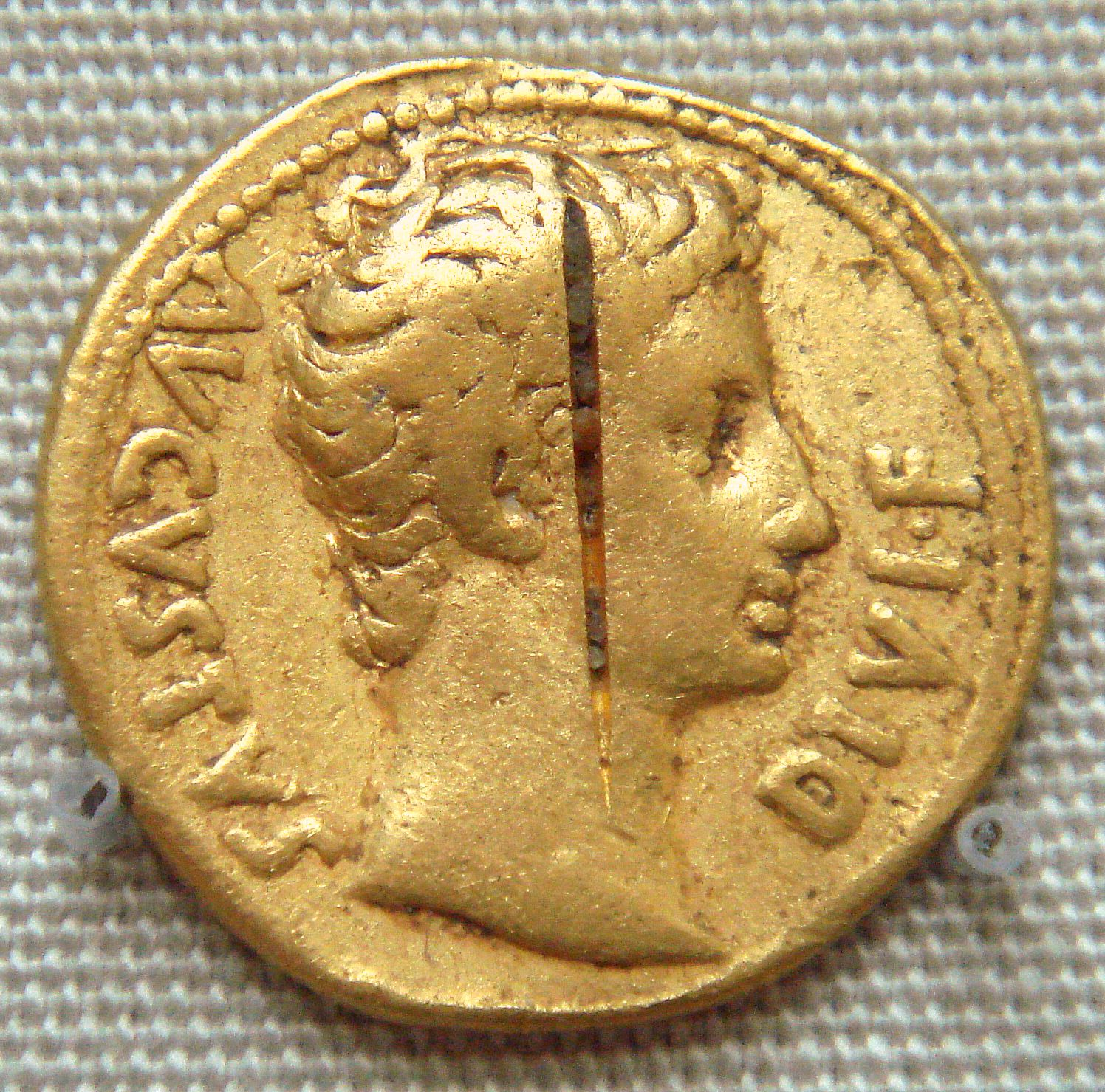
Mynt av Augustus funnet vid Pudukottai, östra Indien. British Museum.

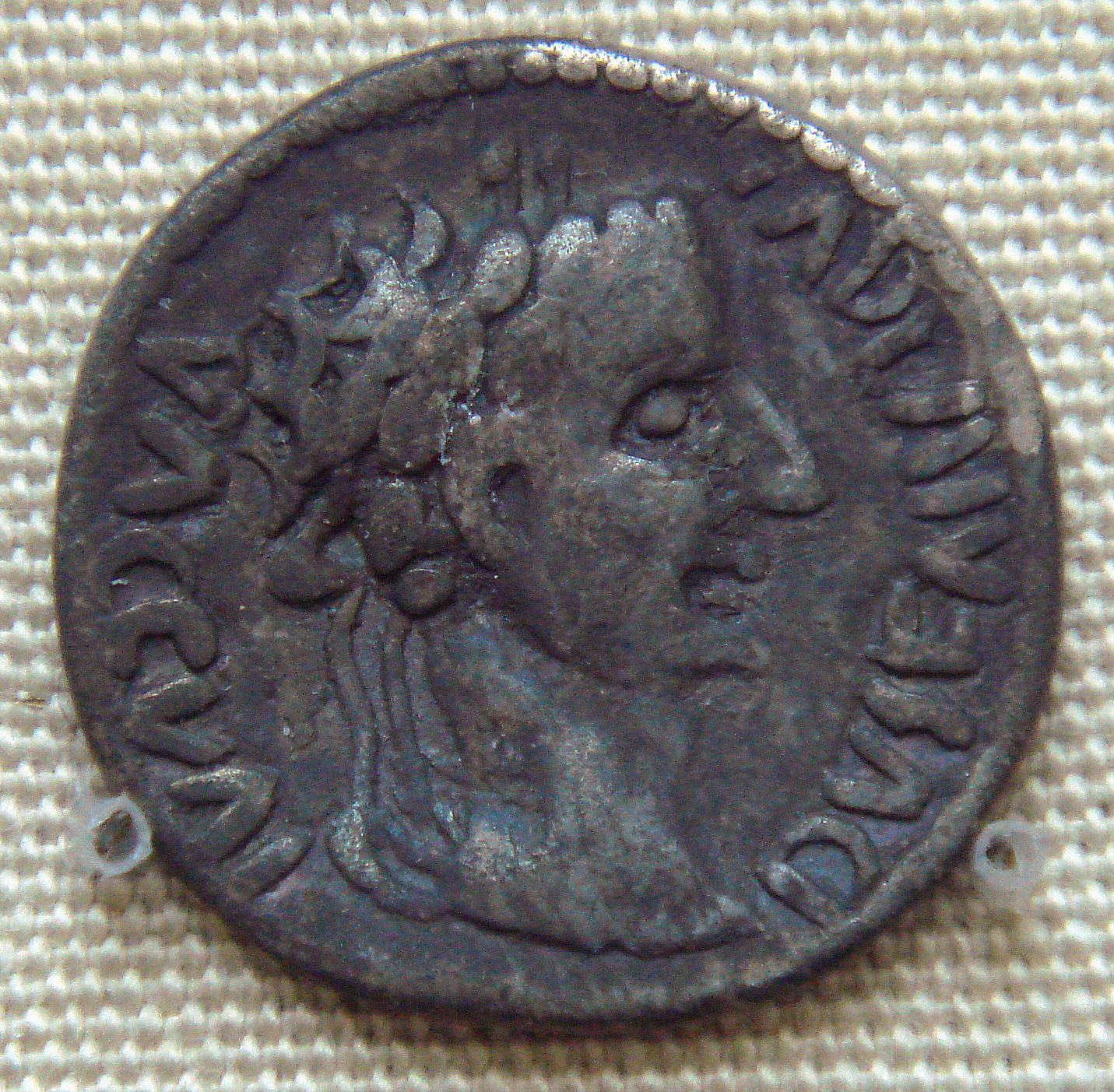
Indisk imitering av ett mynt av Augustus. Första århundradet. British Museum.

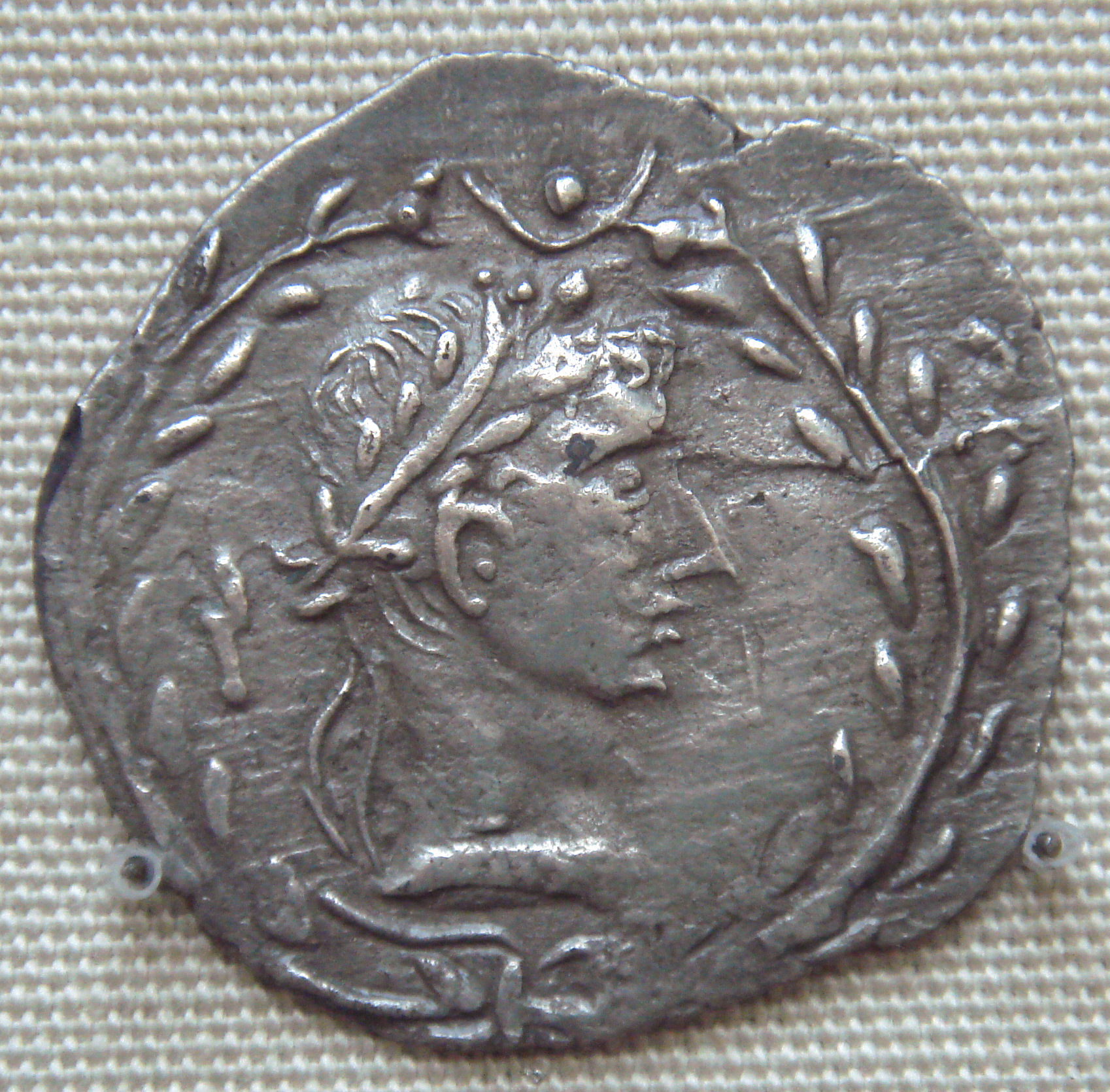
Mynt från kungadömet Himyarite, sydkusten av Arabiska halvön. Detta är också en imitation av ett mynt av Augustus. Första århundradet.

Augustus offentliga finansiella reformer fick ett stort inflytande på imperiets följande framgångar. Augustus utökade territoriet avsevärt, och samtidigt fastslog ett samordnat skattesystem som ersatte de varierande, oregelbundna tributerna som provinserna erlagt under hans företrädare. Denna reform ökade Roms inkomster, stabiliserade penningflödet, och reglerade den finansiella relationen mellan Rom och provinserna. Skattetrycket under Augustus avgjordes av folkräkningar, med fastslagna kvoter för varje provins. Medborgare av Rom och Italien betalade indirekta skatter, medan direkta skatter togs från provinserna. Indirekta skatter inbegrep en 4 procent skatt på priset på slavar, en 1 procent skatt på varor som såldes på auktion, och en 5 procent skatt på ärvd egendom överstigande ett värde på 100 000 sestercer per person, den närmaste anhörige borträknad.
En annan viktig reform var avskaffandet av privata uppbördsmän, vilka ersattes av betalda offentliganställda uppbördsmän. Privata uppbördsmän hade varit regel under republiken, och några hade blivit tillräckligt mäktiga att skaffa sig röster i politiska val i Rom. Uppbördsmännen hade skaffat sig dåligt rykte genom deras tillvägagångssätt och deras ökande privata förmögenheter, när de fått rätt att beskatta lokala områden. Det hade utvecklats till ett godtyckligt system som byggde på kronofogdarnas önskan att sko sig, och de var ofta mycket grymma, vilket påverkade investeringar negativt.
Att kunna använda Egyptens höga räntor för att finansiera imperiets operationer berodde på att Augustus besegrat Egypten och infört romerskt styre där. Eftersom det snarast betraktades som Augustus privata egendom än en romersk provins, blev det en del av de efterföljande kejsarnas patrimonium. I stället för en legat eller prokonsul, insatte Augustus en prefekt från equites att administrera Egypten och hålla kvar de lukrativa hamnarna där; denna position blev den högsta som en equites kunde erhålla näst efter praetorianprefekt. Den stora avkastningen från det egyptiska jordbruket gav stora inkomster som Augustus och hans efterträdare använde för offentliga verksamheter och militärexpeditioner, likaväl som till bröd och till att torgföras till folket i Rom.

### Månaden augusti
Månaden augusti (latin: Augustus) är uppkallad efter Augustus; innan honom kallades den Sextilis (så kallad eftersom den enligt romerska kalendern var den sjätte månaden och det latinska ordet för sex är sex). En ofta upprepad osanning är att månaden fick 31 dagar för att matcha Julius Caesars juli, men detta är ett påhitt från 1200-talet och Johannes de Sacrobosco. Sextilis hade 31 dagar redan innan den bytte namn, och valdes inte heller för längden på månaden (se julianska kalendern). Enligt en senatus consultum som citeras av Macrobius, bytte Sextilis namn till Augustus ära eftersom flera händelser som förde honom till makten inträffat i denna månad, som Alexandrias fall.

### Byggprojekt

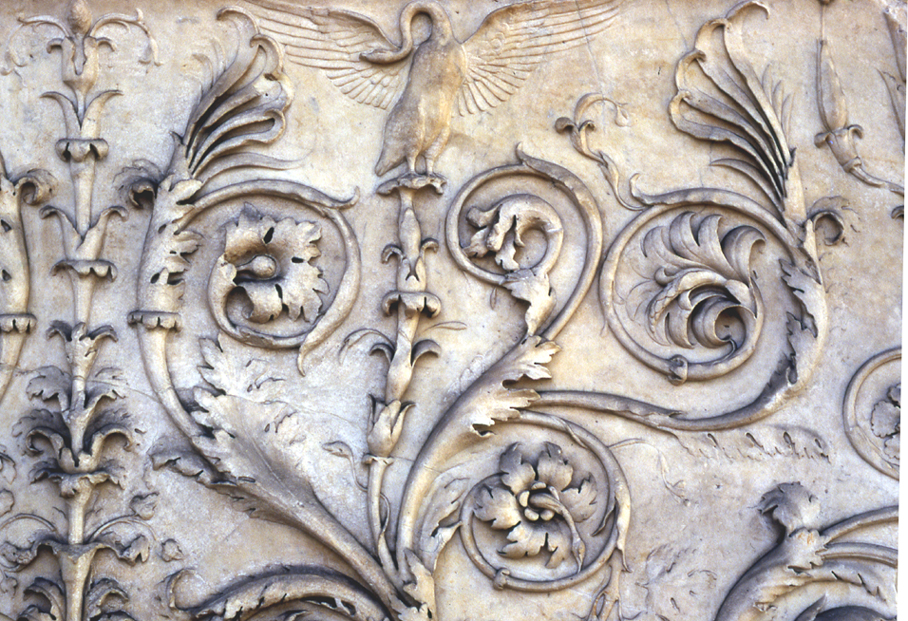
Närbild av en detalj av Ara Pacis (Fredsaltaret), 13 f.Kr. till 9 f.Kr.

På sin dödsbädd utropade Augustus "Jag fann Rom i gyttja; jag har lämnat den i marmor", men fastän det finns viss bokstavlig sanning i detta så tillägger Dio Cassius att detta var en metafor för imperiets styrka. Marmor fanns i byggnader före Augustus, men det var inte ofta använt som byggmaterial förrän hans regering. Detta gäller inte slummen i Suburra som var lika eldhärjat och nedslitet som vanligt, men han efterlämnade en monumental topografi i centrumet och i Campo Marzio, med Ara Pacis (Fredsaltaret) och monumentala solur vilkas centrala gnomon var en obelisk tagen från Egypten. De skulpturala reliefer som pryder Ara Pacis åskådliggör de nedtecknade uppgifterna om Augustus triumfer i Res Gestae. Dess reliefer avbildar imperiets praetorers segerparader, vestaler, och medborgarna i Rom. Han uppförde också Julius Caesars tempel, Agrippas termer, och Augustus forum med dess Marstempel. Andra projekt antingen uppmuntrades av honom, som Lucius Cornelius Balbus teater, och Agrippas uppförda Pantheon, eller bekostades av honom i andras namn, ofta släktingar (som Octavias portik, Marcellusteatern). Även Augustus mausoleum byggdes före hans död för att hysa släktmedlemmar. För att fira segern vid slaget vid Actium, byggdes Augustus triumfbåge år 29 f.Kr. nära ingången till Castors och Pollux tempel, och utvidgades år 19 f.Kr. för att inrymma en trippelbåge. Det finns åtskilliga byggnader utanför Rom som bär Augustus namn eller uppförts till hans ära, som Meridas teater i Mérida i dagens Spanien, Maison Carrée i Nîmes i dagens Frankrike, liksom Tropaeum Alpium vid La Turbie, nära Monaco.

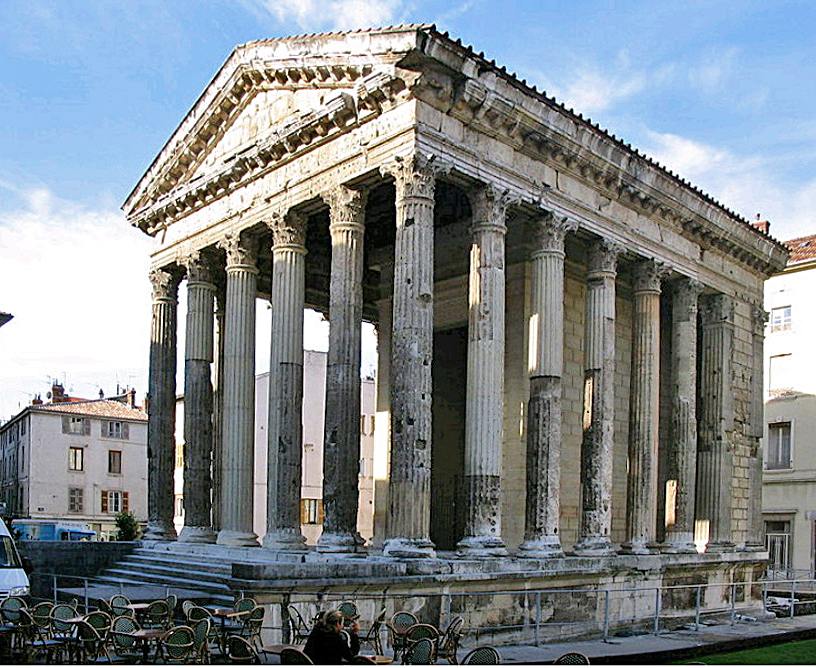
Augustus och Livias tempel i Vienne, första århundradet före Kristus.

Efter att Agrippa dött 12 f.Kr. var problemet hur Roms vattenförsörjning skulle tillgodoses tvunget att lösas. Detta eftersom Agrippa haft överseende över detta projekt, och till och med bekostades av honom eftersom han var en civilperson som betalade med egna medel. Samma år arrangerade Augustus en inordning där senaten utsåg tre av dess medlemmar som huvudkommissionärer över vattenförsörjningen så att Roms akvedukter inte skulle förfalla. Under de sista åren av Augustus regering bestod kommissionen av fem senatorer, som kallades curatores locorum publicorum iudicandorum som ansvarade för att upprätthålla offentliga anläggningar och statskultens tempel. Augustus inrättade gruppen senatorer, curatores viarum, för att ha uppsikt över vägarna; denna grupp samarbetade med lokala befattningshavare för organisationen av regelbundna reparationsarbeten.
Den korintiska ordningen i arkitekturen som stammar från den grekiska antiken var den dominanta stilen i arkitekturen under Augustus och imperiets era. Suetonius uttryckte vid ett tillfälle att Rom var ovärdig som huvudstad till imperiet, men Augustus och Agrippa föresatte sig att dölja detta genom att förändra Roms yttre enligt klassisk grekisk modell.

## I populärkulturen
- TV-serien Jag, Claudius eng. I, Claudius England 1976
- TV-serien Rome USA 2005